# كوكب

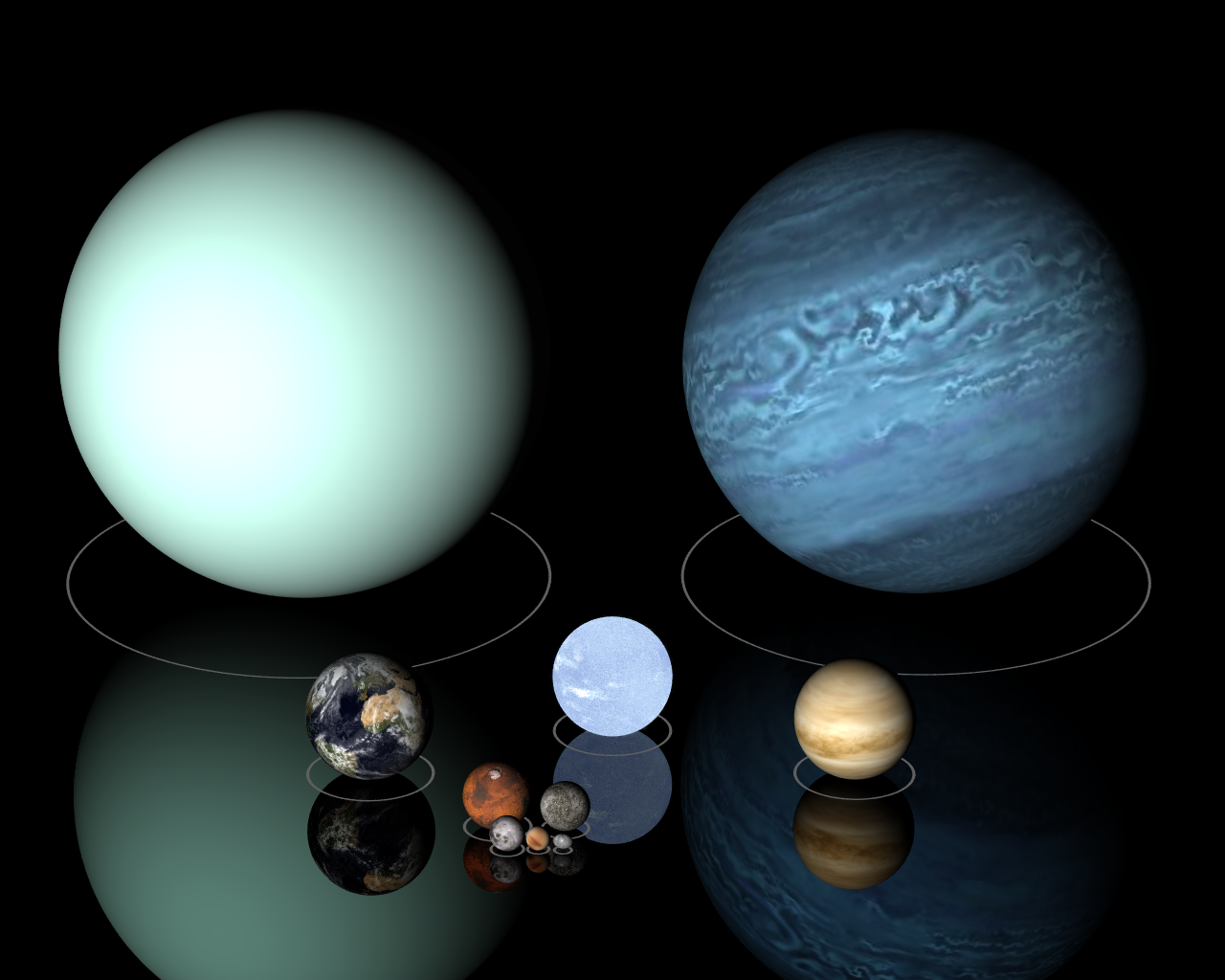
الصف العلوي: أورانوس ونبتون؛ الصف الأوسط: الأرض ونجم القزم الأبيض الشعرى سيريس ب والزهرة (للمقارنة انظر الشكل التالي للمريخ وعطارد)

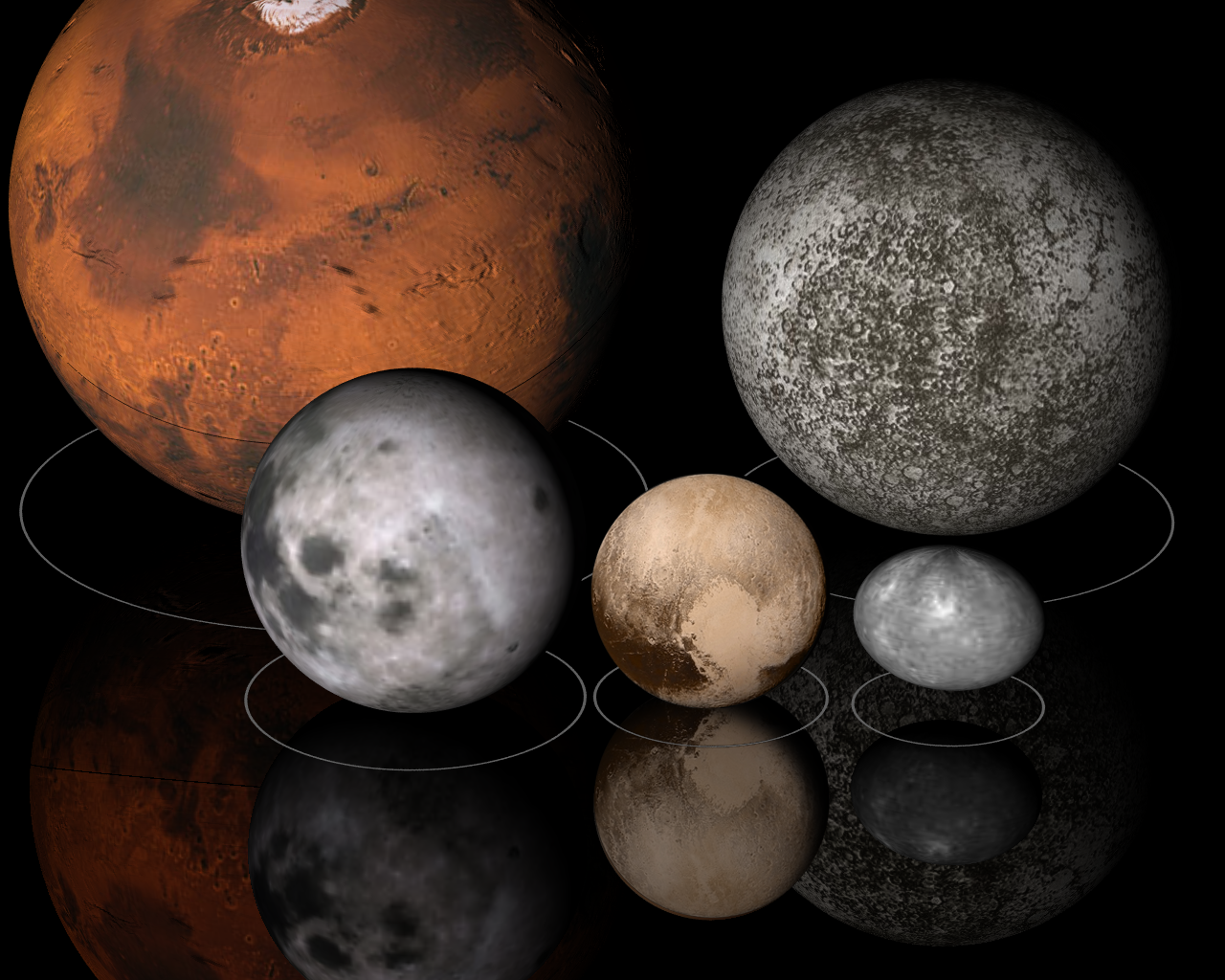
الصف العلوي: المريخ وعطارد؛ الصف الأسفل: القمر والكواكب القزمة بلوتو وهوميا (للمقارنة)

عرَّف الاتحاد الفلكي الدولي الكَوكَب بأنه جرم سماوي يدور في مدارٍ حول نجم أو بقايا نجم في السماء وهو كبير بما يكفي ليصبح شكله مستديرًا تقريبًا بفعل قوة جاذبيته، ولكنه ليس ضخماً بما يكفي لدرجة حدوث اندماج نووي حراري ويستطيع أن يخلي مداره من الكواكب الجنينية أو الكويكبات.[a]
إن كلمة «كوكب» قديمة وترتبط بعدة جوانب تاريخية وعلمية وخرافية ودينية، فالعديد من الحضارات القديمة كانت تعتبر الكواكب رموزاً مقدسة أو رسلاً إلهية، وما زال البعض في عصرنا الحالي يؤمن بعلم التنجيم الذي يقوم على أساس تأثير حركة الكواكب على حياة البشر، على الرغم من الاعتراضات العلمية على نتائج هذا العلم، ولكن أفكار الناس عن الكواكب تغيرت كلياً مع التطور الفكري العلمي في العصر الحديث وانضمام عدد من الدوافع المختلفة، وإلى الآن لا يوجد تعريف موحد لمعنى الكوكب، ففي عام 2006، صدق الاتحاد الفلكي الدولي على قرار رسمي بتعريف معنى الكواكب في المجموعة الشمسية، وقد لاقى هذا التعريف ترحيباً واسعاً ونقداً لاذعاً في الوقت نفسه، وما زال هذا التعريف مثارا للجدل بين بعض العلماء.
كان بطليموس يظن بأن كوكب الأرض هو مركز الكون وأن كل الكواكب تدور حوله في فلك دائري. على الرغم من طرح فكرة مركزية الشمس مرات عديدة، فإنها لم تثبت بالدليل العلمي إلا في القرن السابع عشر عندما تمكن العالم الإيطالي جاليليو جاليلي من رصد المجموعة الشمسية عبر التلسكوب الفلكي الذي اخترعه. وقد أثبت العالم الألماني يوهانس كيبلر بعد تحليلات دقيقة لبيانات الرصد الفلكي أن مدارات الكواكب بيضاوية وليست دائرية. ومع تطور أجهزة الرصد، اكتشف علماء الفلك أن جميع الكواكب، ومن ضمنها كوكب الأرض، تدور حول محاورها ولكن بميل طفيف، ويتميز بعضها بخواص مشتركة، مثل تكوُّن الجليد على أقطابها ومرورها بعدة فصول في السنة الواحدة. ومع بدء عصر الفضاء، اكتشف الإنسان، بعد فحص عينات التربة من الكواكب عبر أجهزة المسبار الفضائي، عدة خواص مشتركة بين كوكب الأرض والكواكب الأخرى، مثل الطبيعة البركانية ووجود الأعاصير والتكتونيات (عملية التشويه التي تغير شكل قشرة الأرض محدثةً القارات والجبال) وحتى الهيدرولوجيا. ومنذ عام 1992، وبعد اكتشاف مئات الكواكب خارج المجموعة الشمسية (أي أنها تدور حول نجوم أخرى)، أدرك العلماء أن جميع الكواكب الموجودة في مجرة درب التبانة تشترك في خواص عديدة مع كوكب الأرض.
تنقسم الكواكب بصفة عامة إلى نوعين رئيسيين: الكواكب الكبرى، وهي كواكب عملاقة مكونة من غازات منخفضة الكثافة، وكواكب أصغر ذات طبيعة صخرية، مثل كوكب الأرض. ووفقا لتعريفات الاتحاد الفلكي الدولي، تتكون المجموعة الشمسية من ثمانية كواكب. وترتيب هذه الكواكب حسب بعدها عن الشمس يبدأ بالكواكب الأربعة الصخرية عطارد والزهرة والأرض والمريخ، ثم الكواكب الغازية العملاقة المشتري وزحل وأورانوس ونبتون. كما تحتوي المجموعة الشمسية على خمسة كواكب قزمة هي: سيريس وبلوتو (الذي كان مصنفا سابقا كتاسع كوكب في المجموعة الشمسية) وميكميك وهاوميا وإيريس. ويدور حول كل من تلك الكواكب قمر واحد أو أكثر باستثناء عطارد والزهرة وسيريس وميكميك.
وبحلول مارس 2009 بلغ عدد الكواكب المكتشفة خارج المجموعة الشمسية 344 كوكبًا وتختلف في حجمها وطبيعتها من الكواكب الغازية العملاقة إلى الكواكب الصغيرة ذات الطبيعة الصخرية. الكواكب عندما نراها ليلا تظهر انها تبعث النور بل تعكس نور الشمس وتظهر انها مضيئة.
تم اكتشاف عدة آلاف من الكواكب حول النجوم الأخرى («الكواكب خارج المجموعة الشمسية» أو «الكواكب الخارجية») في درب التبانة.
في 20 ديسمبر 2011، أبلغ فريق تلسكوب كبلر الفضائي عن اكتشاف أول كواكب خارج المجموعة الشمسية بحجم الأرض، كيبلر 20 إي وكيبلر 20 إف، تدور حول نجم يشبه الشمس، كيبلر 20. تشير دراسة أجريت عام 2012 إلى تحليل بيانات الاستدلال الميكروي للجاذبية، بمتوسط لا يقل عن 1.6 كواكب مرتبطة بنجم في درب التبانة. يعتقد أن حوالي واحد من كل خمسة نجوم تشبه الشمس لديها كوكب بحجم الأرض في منطقته صالحة للحياة.
اعتبارًا من 1 يونيو 2019، تم اكتشاف 4,071 كوكب خارج المجموعة الشمسية في 3,043 نظام كوكبي (بما في ذلك 659 نظام كوكبي متعدد)، يتراوح حجمها من حجم القمر إلى عملاق غازي بحوالي ضعف حجم كوكب المشتري، اكتشف منها أكثر من 100 كوكب لها نفس حجم الأرض، تسعة منها على نفس المسافة النسبية عن نجمها مثل الأرض من الشمس، أي في المنطقة الصالحة للسكن.

## الخلفية التاريخية

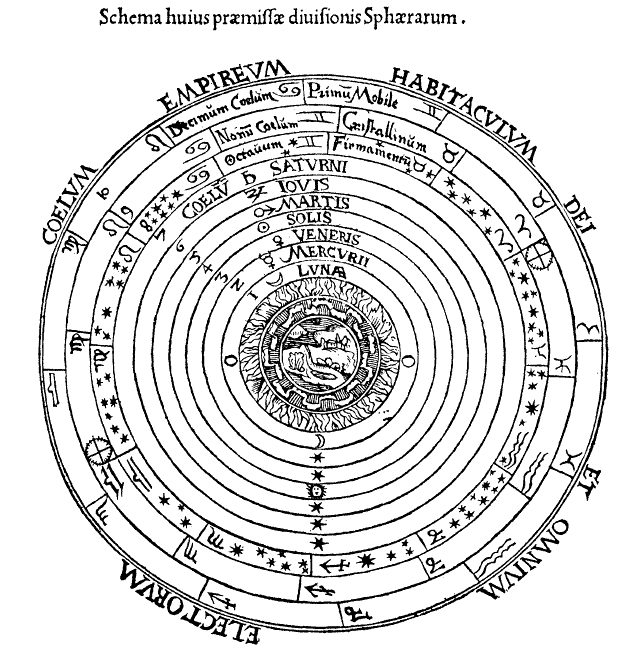
شكل مطبوع لنموذج قديم يشير إلى أن الأرض هي مركز الكون من أنتويرب 1539

تطورت فكرة الكواكب من قديم الأزل؛ حيث كانت تعد في الماضي نجوماً سيّارة مقدسة حتى أصبحنا نمتلك الآن صورة علمية مفصلة عنها. وقد اتسع مفهومها حاليا لتشمل مئات الكواكب خارج المجموعة الشمسية. وقد أسهم غموض التعريف الخاص بالكواكب في زيادة الجدل والنقاش العلمي حول الموضوع.
عُرفت الكواكب الكلاسيكية الخمسة، التي كانت مرئية للعين المجردة، منذ العصور القديمة وكان لها تأثير كبير على الأساطير وعلم الكونيات الديني وعلم الفلك القديم. في العصور القديمة لاحظ علماء الفلك كيف تحركت بعض الأضواء عبر السماء، غير «النجوم الثابتة»، والتي حافظت على وضع نسبي ثابت في السماء.
في العصور القديمة، لاحظ علماء الفلك كيف أن أضواءً معينة تسري في السماء في اتجاه نجوم بعينها. وقد أطلق قدماء الإغريق على تلك الأضواء (planetes) (بمعنى النجوم السيّارة) ومنه اشتقت كلمة «كواكب» الحالية. وكان هذا الاعتقاد سائدًا لأن النجوم والكواكب كانت تبدو لسكان كوكب الأرض كما لو كانت تحوم يوميا حول الأرض، وكان المفهوم الفطري هو أن كوكب الأرض ثابت ومستقر وغير متحرك.

### الحضارة البابلية
إن الحضارة البابلية هي أول حضارة معروفة تمكنت من التوصل لنظرية عملية عن الكواكب. وقد عاش البابليون في بلاد ما بين النهرين (العراق حاليا) في الألفيتين الأولى والثانية قبل الميلاد. ويُعد «لوح أمِّسادوكا البابلي لكوكب الزهرة» أقدم نص فلكي باق عن الكواكب وهو نسخة اكتشفت في القرن السابع قبل الميلاد وهي عبارة عن قائمة ببعض الملاحظات الخاصة بحركة كوكب الزهرة ربما يعود تاريخها إلى بداية الألفية الثانية قبل الميلاد. ويعتبر البابليون هم المؤسسون الحقيقيون لعلم التنجيم الغربي. وهناك نص يسمى إنوما أنو إنليل كُتب خلال عصر الآشوريين الجدد في القرن السابع قبل الميلاد، وهذا النص يحتوي على بعض التعاويذ المتعلقة ببعض الظواهر السماوية ومن ضمنها حركة الكواكب. أما السومريون، وهم خلفاء البابليون ويعتبرون من ضمن الحضارات الرائدة ويعود إليهم الفضل في اختراع الكتابة، فقد عرفوا كوكب الزهرة على الأقل في عام 1500 ق.م والكواكب الخارجية المريخ والمشتري وزحل من قبل علماء الفلك البابلي. ستبقى هذه الكواكب الوحيدة المعروفة حتى اختراع التلسكوب في العصور الحديثة المبكرة.

### الحضارة الإغريقية القديمة وحتى العصور الوسطى
| النظام الحديث | القمر  | عطارد       | الزهرة  | الشمس | المريخ | المشترى   | زحل        |
| [ 15 ]        | ☾ LVNA | ☿ MERCVRIVS | ♀ VENVS | ☉ SOL | ♂ MARS | ♄ IVPITER | ♃ SATVRNVS |

اشتُق النظام الكوني الإغريقي القديم من الحضارة البابلية، حيث الإغريق القدماء في اكتساب العلوم الفلكية من البابليين في حوالي العام 600 ق.م. مثل علوم الكواكب والأبراج. وبحلول القرن السادس قبل الميلاد كان البابليون قد حققوا تقدمًا في العلوم الفلكية يفوق ما حققه الإغريق. والدليل على ذلك هو أن أقدم المصادر الإغريقية، مثل الإلياذة والأوديسة لم يرد بها أي ذكر للكواكب.
بحلول القرن الأول قبل الميلاد، بدأ الإغريق في تطوير نظرياتهم الرياضية لتحديد مواقع الكواكب. إن هذه النظريات التي اعتمدت على الهندسة البابلية وليس علم الحساب ستتفوق في النهاية على نظيراتها البابلية من ناحية التعقيد والشمول، كما يُعتَمَدُ عليها في معظم الحركات الفضائية التي تتم ملاحظتها بالعين المجردة من على سطح الأرض. وقد بلغت تلك النظريات صورتها المثالية في كتاب بطليموس: المجسطي الذي ألَّفه في القرن الثاني الميلادي. وقد اعتبر هذا النموذج الذي ألفه بطليموس هو المرجع الأساسي في العالم الغربي والذي تفوق على ما عداه من مؤلفات في علم الفلك، وظل على هذه المكانة طيلة 13 قرنًا.
قام شيشرون في كتابه دي ناتورا ديوروم، بتعداد الكواكب المعروفة خلال القرن الأول قبل الميلاد باستخدام أسماء لها المستخدمة في ذلك الوقت.
"ولكن الأمر الأكثر إثارة للدهشة في حركات النجوم الخمسة، لأنه لا يوجد شيء يتجول في كل الأبدية التي تحافظ على مساراتها الأمامية والخلفية، وحركاتها الأخرى، ثابتة وغير متغيرة. على سبيل المثال، النجم الذي هو أبعد ما يكون عن الأرض، والمعروف باسم نجم زحل، والذي يطلق عليه اليونانيون Φαέθων (فاينون)، ينجز مساره في حوالي ثلاثين عامًا، وعلى الرغم من أنه في هذا المسار، فإنه يفعل الكثير مما هو عليه، حيث يصبح غير مرئي في ساعة من المساء، ويكون موجود في الصباح، لن يحدث أي تغيير على الإطلاق خلال العصور الزمنية التي لا تنتهي، ولكنها تؤدي نفس الحركات في نفس الأوقات، وعلى مقربة من الأرض، يتحرك كوكب المشتري، حيث يكمل نفس الدورة من اثني عشر علامة في اثني عشر عاماً، ويؤدي في نفس مساره نفس الاختلافات في كوكب زحل. أقل النجوم الخمسة تجولاً، والأقرب إلى الأرض، هو كوكب الزهرة، والذي يسمى Φωσϕόρος (فوسفوروس) في اليونانية، ولوسيفر باللاتينية. كان الإغريق والرومان يعرفون سبعة كواكب وكانوا يعتقدون أن تلك الكواكب تدور حول الأرض وفقًا لقوانين بطليموس. وكان ترتيبهم، وفقًا لقوانين بطليموس، بدءًا من الأرض كالآتي: القمر ثم عطارد ثم الزهرة ثم الشمس ثم المريخ ثم المشترى ثم زحل.

### الحضارة العربية
عند العرب الكواكب السيارة هو الاسم القديم للكواكب التي تُرَى من الأرض متجولة بين النجوم. وقد سُميت «سيارة» لأن العرب القدماء كانوا يُسمون كل النقاط اللامعة في السماء بـ«الكواكب». ولكن لاحظوا أن بعضها يتحرك باستمرار عبر السماء غير حركة دوران القبة السماوية الناتجة عن دوران الأرض حول نفسها. ولذلك فقد سموا المتحركة منها بـ«الكواكب السيارة» (والتي تُسمى اليوم «الكواكب») والثابتة بـ«الكواكب الثابتة» (والتي تسمى اليوم «النجوم»). العرب لم يَعتبروها آلهة كالإغريق بالرغم من أنهم عظّموها، فالمشتري أخذ اسمه لأنه اشترى العظمة لنفسه. وقد كان للمشتري والزهرة أهمية خاصة عندهم للمعانهما الشديد.

### الحضارة الهندية
في عام 499م قدم عالم الفلك الهندي أريابهاتا نموذجاً كوكبياً أدمج صراحة دوران الأرض حول محورها، كما يعتقد أن مدارات الكواكب اهليلجيه. كان أتباع أريابهاتا قويين بشكل خاص في جنوب الهند، حيث تم اتباع مبادئه الخاصة بالتناوب النهاري للأرض، من بين أمور أخرى، واستند عدد من الأعمال الثانوية عليها.
في عام 1500، قام نيلاكانثا سوماياجي من كلية كيرلا للفلك والرياضيات، في كتابه تانترا سانجراها، بمراجعة نموذج أريابهاتا. قام بتطوير نموذج كوكبي حيث يدور عطارد والزهرة والمريخ والمشتري وزحل في مدار حول الشمس، والذي بدوره يدور حول الأرض، على غرار نظام تيخونيك الذي اقترحه العالم الفلكي تيخو براهي.
لاحقًا في أواخر القرن السادس عشر. معظم علماء الفلك من مدرسة ولاية كيرلا الذين تبعوه قبلوا نموذجه الكوكبي.

### الحضارة الإسلامية
في القرن الحادي عشر، تم رصد عبور كوكب الزهرة من قِبل ابن سيناء، الذي أثبت أن كوكب الزهرة كان على الأقل في بعض الأحيان تحت الشمس. في القرن الثاني عشر لاحظ ابن باجة «كواكب كالبقع السوداء على وجه الشمس» والتي تم تحديدها لاحقا على أنها عبور لعطارد والزهرة من قبل الطبيب وعالم الفلك قطب الدين الشيرازي في القرن الثالث عشر.

### عصر النهضة الأوروبية
| عطارد | الزهرة | الأرض | المريخ | المشتري | زحل |

ربما كانت الستة كواكب التي تُرى بالعين المجردة معروفة منذ قديم الأزل، وقد كان لتلك الكواكب آثارٌ بالغة على الأساطير والعلوم الكونية الدينية وعلم الفلك القديم. ومع تطور المعرفة العلمية، تغير مفهوم كلمة «كوكب» من مجرد جسم يهيم في السماء (حول نجم معين) إلى جسم يدور حول الأرض (أو هكذا كان يُعتقد قديمًا)، إلى أن اكتشفنا في القرن السادس عشر أن الكواكب تدور حول الشمس، وذلك بفضل تصديق النموذج الشمسي المركزي لـ "كوبرنيكوس" و"غاليليو" و"كيبلر". عندما تم اكتشاف الأقمار التابعة لكوكبي المشترى وزحل في القرن السابع عشر، كانت تستخدم كلمة «كوكب» و«قمر» بالتبادل، على الرغم من أن كلمة «قمر» أصبحت هي المنتشرة في القرن الثامن عشر. وبحلول منتصف القرن التاسع عشر، ارتفع عدد الكواكب المكتشفة للغاية حيث كان يطلق المجتمع العلمي على أي جسم يدور بشكل مباشر حول الشمس اسم «كوكب».

### القرن التاسع عشر
| عطارد | الزهرة | الأرض | المريخ | فيستا | جونو | سيريز | بالاس | المشتري | زحل | أورانوس |

في القرن التاسع عشر، أدرك العلماء أن الأجسام المكتشفة مؤخرًا والتي صنفت على أنها كواكب لمدة نصف قرن (مثل، سيريز وبالاس وفيستا) تختلف تمامًا عن الكواكب التقليدية. إن هذه الأجسام تسبح في المنطقة الفضائية نفسها بين كوكب المريخ والمشترى (حزام الكويكبات)، ولكن كتلتها أصغر بكثير من الكواكب، ولذلك فقد صنفت على أنها كويكبات. وفي ظل غياب أي تعريف رسمي لكلمة «كوكب»، جرى العرف على أن الكوكب هو أي جسم بالغ الضخامة وله مدار حول الشمس. نظرًا للفرق الهائل في الحجم بين الكويكبات والكواكب وبعد خمود جذوة الحماس بعد اكتشاف الكوكب «نبتون» في عام 1846، فإنه لم تكن هناك حاجة ماسة لوضع تعريف رسمي.

### القرن العشرون
| عطارد | الزهرة | الأرض | المريخ | المشتري | زحل | أورانوس | نبتون |

تم اكتشاف كوكب بلوتو في القرن العشرين. وقد أظهر الرصد الأوَّلي لكوكب بلوتو أنه أكبر من الأرض، مما جعله يُصنَّف كتاسع الكواكب في المجموعة الشمسية. إلى أن اكتشف بعد ذلك أنه أصغر حجمًا من الأرض بكثير، في عام 1936 رجح «رايموند ليتلتون» أن بلوتو يمكن أن يكون قمرًا شاردًا عن كوكب نبتون، بينما رجح "فريد ويبل" عام 1964 أن بلوتو ربما يكون مذنبا. ومع ذلك، فإنه نظرًا لكون بلوتو ما زال أكبر حجمًا من كل الكويكبات المعروفة كما أنه يسبح بمفرده في الفضاء، فقد ظل محتفظًا بصفته ككوكب حتى عام 2006. تميزت فترة التسعينيات وأوائل الألفية الثالثة باكتشاف فيض هائل من الأجرام السماوية التي تشبه المجموعة الشمسية سُميت بـ (حزام كوبير). ومثله مثل سيريز والعديد من الكويكبات التي اكتشفت قبله، فقد اكتشف أن بلوتو ما هو إلا جسم صغير يسبح في الفضاء بين آلاف الأجسام الأخرى. وقد أيد كثير من علماء الفلك استبعاد بلوتو من قائمة الكواكب، وخاصةً بعد اكتشاف العديد من الأجرام المماثلة له في الحجم. وقد أدى اكتشاف ما يُعرف بأنه الكوكب العاشر المسمى "إيريس" والكبير جدًا في الحجم إلى إعادة موضوع تعريف الكواكب إلى الأذهان ثانية. وقد أصدر الاتحاد الفلكي الدولي تعريفًا لمصطلح "كوكب" في عام 2006. وقد تقلص عدد الكواكب إلى أكبر ثمانية كواكب من حيث الحجم والتي استطاعت أن تخلي مدارها من الكويكبات (عطارد والزهرة والأرض والمريخ والمشترى وزحل وأورانوس ونبتون)، وتم إضافة قائمة أخرى تضم الكواكب القزمة (سيريز وبلوتو وإيريس).
| الكواكب في الفترة ما بين 1930–2006 |        |       |        |         |     |         |       |       |
| عطارد                              | الزهرة | الأرض | المريخ | المشتري | زحل | أورانوس | نبتون | بلوتو |

في عام 1992، أعلن العالمان «ألكساندر فولفسكان» و«ديل فرايل» اكتشاف نظم كوكبية حول النجم الطارق (نجم مشع) PSR B1257+12. ويُعد هذا أول اكتشاف فعلي لمجموعة كواكب تدور حول أحد النجوم. وفي السادس من أكتوبر عام 1995، أعلن «ميتشيل مايور» و«ديديه كويلوز» من جامعة جنيف عن أول اكتشاف فعلي لكوكب خارج المجموعة الشمسية يدور حول نجم عادي في التسلسل الرئيسي وهذا النجم يُسمى الفرس الأعظم 51 بي.
أدى اكتشاف كواكب أخرى خارج المجموعة الشمسية إلى إضفاء مزيد من الغموض على تعريف مصطلح كوكب أو بمعنى أدق متى يصبح الكوكب نجمًا. فالعديد من الكواكب المعروفة التي تقع خارج المجموعة الشمسية تعد أكبر من حجم كوكب المشترى بعدة مرات، حيث أنها تقارب حجم الأجرام السماوية المعروفة بـ "الأقزام البنية". فتلك الأقزام البنية تعد نجومًا بصفة عامة نظرًا لقدرتها على دمج الهيدروجين الثقيل (الديوتريوم). وفي حين أن النجوم التي يبلغ حجمها 75 مرة قدر حجم المشترى لها القدرة على دمج الهيدروجين، فإن النجوم التي يعادل حجمها حجم المشترى بـ 13 مرة فقط لها القدرة على دمج الهيدروجين الثقيل (الديوتريوم). ولكن الجدير بالذكر هنا هو ندرة الهيدروجين الثقيل وقد توقفت معظم الأقزام البنية عن دمج الهيدروجين الثقيل (الديوتريوم) قبل اكتشافها بوقت طويل، مما يجعلها متشابهة إلى حد بعيد مع الكواكب العملاقة.
ومع اكتشاف «حزام كوبير» الكبير والعديد من الأجرام السماوية قرصية الشكل المتفرقة في أواخر التسعينيات وأوائل القرن الحادي والعشرين، تم إطلاق لقب الكوكب العاشر على العديد من الكواكب، مثل كواور وسدنا 90377 وإيريس في العديد من وسائل الإعلام، ولكن أيًا منها لم يُعترف به علمياً إلى الآن، وذلك على الرغم من أن إيريس يُصنف الآن على أنه كوكب قزم.

### القرن الحادي والعشرون

#### تعريف الكوكب الذي يقع خارج المجموعة الشمسية
في عام 2003، قامت ورشة العمل الخاصة بالكواكب التي تقع خارج المجموعة الشمسية التابعة للاتحاد الفلكي الدولي بتقديم بيان حول تعريف مصطلح «كوكب» الذي تضمن التعريف العملي التالي الذي يركز في الأساس على الفرق بين الكواكب والأقزام البنية:
| الكواكب القزمة في 2006 |       |          |       |       |
| سيريز                  | بلوتو | ماكيماكي | هوميا | إيريس |

1. الكواكب هي الأجرام السماوية التي تقل كتلتها الحقيقية عن الكتلة اللازمة لحدوث الاندماج النووي الحراري للهيدروجين الثقيل (والتي تُقدر حاليًا بضعف كتلة المشترى 13 مرة وذلك بالنسبة للأجرام التي لها الوفرة النظائرية نفسها التي للشمس[42]) والتي تدور حول أحد النجوم أو بقايا نجم في السماء (بغض النظر عن طريقة تكوينها). ويجب أن يكون الحد الأدنى لكتلة وحجم الجرم السماوي الذي يقع خارج المجموعة الشمسية مساوية لتلك الخاصة بكواكب المجموعة الشمسية لكي يصل هذا الجرم لمرتبة الكوكب، وكذلك هنالك أنواع من الكواكب التي لا تتبع مجموعات أو نجوم تسمى كواكب مارقة.[43]
2. إن الأجسام دون النجمية التي تفوق كتلتها الحقيقية الكتلة اللازمة لحدوث الاندماج النووي الحراري للهيدروجين الثقيل يُطلق عليها "الأقزام البنية"، بغض النظر عن طريقة تكوينها أو موقعها.
3. أما الأجرام السماوية السابحة في الفضاء في التجمعات النجمية الصغيرة والتي تقل كتلتها الحقيقية عن الكتلة اللازمة لحدوث الاندماج النووي الحراري للهيدروجين الثقيل فلا تُعد «كواكب»، ولكن يمكن أن نطلق عليها «الأقزام البنية الثانوية» (أو أي اسم آخر أنسب).[44]

وقد ذاع استخدام هذا التعريف بين علماء الفلك عند نشر اكتشافاتهم حول الكواكب التي تقع خارج المجموعة الشمسية في المجلات العلمية. وعلى الرغم من أن هذا التعريف مؤقت، فإنه ما زال محتفظًا بمكانته كأفضل تعريف لحين إشعار آخر. ومع ذلك، فإنه لم يتطرق إلى الجدل الثائر حول الحد الأدنى للكتلة، وبذلك تمكن هذا التعريف من تجنب الخلاف الثائر حول كواكب المجموعة الشمسية، وكذلك لم يُعلِّق على الأشياء التي تدور حول الكواكب القزمة مثل: 2 م1207ب (الأحمر).

#### تعريف عام 2006
أثير الموضوع الخاص بالحد الأدنى للكتلة خلال انعقاد اجتماع الجمعية العمومية للاتحاد الفلكي الدولي في عام 2006، وبعد الكثير من المناقشات ورفض أحد المقترحات، وافقت الجمعية العمومية للاتحاد على التصويت لصالح قرار بتعريف كواكب المجموعة الشمسية:
- الكوكب

1. جسم سماوي في مدار حول الشمس.
2. لديه كتلة كافية لجاذبيته الذاتية للتغلب على قوى الجسم الصلبة بحيث يفترض شكل توازن هيدروستاتيكي (دائري تقريبا).
3. وضوح مداره.

- الكواكب الثمانية هي: عطارد، الزهرة، الأرض، المريخ، المشتري، زحل، أورانوس ونبتون.

وفقا لهذا التعريف تتكون المجموعة الشمسية من ثمانية كواكب. أما الأجرام التي ينطبق عليها الشرطان الأول والثاني فقط (مثل، بلوتو وماكيماكي وإيريس) فصنفت على أنها "كواكب قزمة"، بشرط ألا تكون أقمارا تابعة لكواكب أخرى. وقد قامت لجنة تابعة للاتحاد الفلكي الدولي بتقديم تعريف آخر تضمن عدداً أكبر من الكواكب. وبعد مناقشات عديدة، تم الاتفاق على استبعاد تلك الأجرام السماوية وتصنيفها على أنها «كواكب قزمة».
ويعتمد هذا التعريف أساساً على نظريات تكوين الكواكب، والتي تمكنت فيها الكواكب في أثناء مراحل تكوينها الأولى من إخلاء مدارها من الأجرام السماوية الأخرى الأصغر حجمًا. ويصف عالم الفلك «ستيفين سوتير» ذلك قائلاً:
«المنتج النهائي لتراكم القرص الثانوي هو عدد صغير من الأجسام الكبيرة نسبيا (الكواكب) في المدارات غير المتقاطعة أو الرنانة، والتي تمنع الاصطدامات بينها. الكواكب الصغيرة والمذنبات، بما في ذلك كائنات حزام كايبر، تختلف عن الكواكب من حيث أنها يمكن أن تصطدم مع بعضها البعض ومع الكواكب».
وبعد التصويت الذي جرى خلال انعقاد الجمعية العمومية للاتحاد الفلكي الدولي في عام 2006، ثار جدل شديد ومناقشات حادة حول ذلك التعريف، بل إن بعض علماء الفلك قد صرحوا بأنهم لن يستخدموه مطلقا. ويتركز هذا الخلاف حول الشرط (3) من تعريف الكوكب الخاص بوضوح مداره، حيث يرجح كثير من العلماء حذف ذلك الشرط، وأن ما يُطلق عليها الآن «الكواكب القزمة» يجب أن يشملها التعريف الخاص بمصطلح كوكب. أما على الصعيد غير العلمي، فقد نال بلوتو ما يستحقه من اهتمام واعتباره كوكباً منذ اكتشافه عام 1930. وقد ذُكر إيريس في وسائل الإعلام بعد اكتشافه بأنه الكوكب العاشر في المجموعة الشمسية، مما أثار انتباه وسائل الإعلام والرأي العام بشدة عندما تم تصنيفه ضمن ثلاثة كواكب أخرى بأنه «كوكب قزم».

## التصنيفات السابقة
يوضح الجدول التالي الأجرام السماوية في المجموعة الشمسية التي كانت تُعد كواكب فيما سبق:
| الأجرام السماوية                                                                      | ملاحظات |
| ------------------------------------------------------------------------------------- | --- |
| الشمس والقمر                                                                          | صُنفت في العصور القديمة على أنها كواكب وفقًا للتعريف المستخدم آنذاك. |
| أيو ويوروبا وجانيميد وكاليستو                                                         | أكبر أربعة أقمار تابعة للمشترى ومعروفة باسم "أقمار جاليليو" نسبةً إلى مكتشفها "جاليليو جاليلي". وقد أشار إليها باسم "أقمار ميديكيان" نسبةً إلى رعاته عائلة ميديكي.                            |
| تيتان[b] وإيابيتوس[c] وريا[c] وتيثيس[d] وديون[d]                                      | خمسة من أكبر الأقمار التابعة لكوكب زحل. وقد اكتشفهم العالمان كريستيان هيجنز وجيوفاني دومينيكو كاسيني.                                                                                       |
| سيريز[e] وبالاس وجونو وفيستا                                                          | أول كويكبات معروفة منذ اكتشافها في الفترة بين 1801 و1807 إلى أن تم إعادة تصنيفها مرة أخرى على أنها كويكبات في خمسينيات القرن التاسع عشر. وتم تصنيف سيريز بعد ذلك على أنه كوكب قزم.          |
| استريا وهيبي وإيريس وفلورا وميتس وهايجيا وبارثينوب وفيكتوريا وإيجيريا وإيرين ويونوميا | تم اكتشاف المزيد من الكويكبات في الفترة بين 1845 و1851. وقد أدى اكتشاف عدد كبير من النجوم إلى قيام علماء الفلك بإعادة تصنيفها على أنها كويكبات ولاقت هذه الخطوة قبولاً واسعًا بحلول عام 1854. |
| بلوتو[f]                                                                              | أحد الأجرام السماوية التي تدور حول كوكب نبتون وله محور اساسي بعد نبتون. في عام 2006، أعيد تصنيف بلوتو باعتباره كوكب قزم.                                                                    |

خارج المجتمع العلمي لا يزال بلوتو يحمل أهمية ثقافية للعديد من عامة الناس بسبب تصنيفه التاريخي ككوكب من عام 1930 إلى عام 2006. وهناك عدد قليل من علماء الفلك مثل آلان ستيرن يعتبرون الكواكب القزمة والأقمار الكبيرة يجب أن تكون كواكب على حسب التعريف الجيوفيزيائي للكوكب.

## الأساطير والتسمية

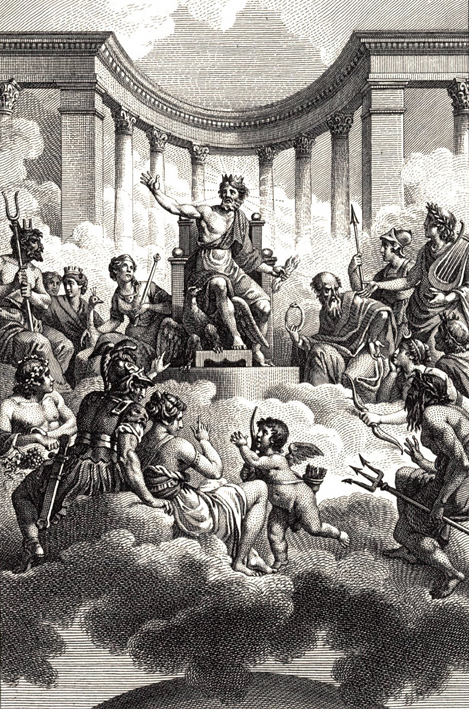
آلهة جبال أوليمبوس التي سميت المجموعة الشمسية على أسمائها

اشتقت أسماء الكواكب في الحضارة الغربية من الأسماء التقليدية الرومانية، التي اشتُقت أساسًا من الإغريق والبابليين. في الحضارة الإغريقية القديمة، أطلق على أكبر مصدرين للضوء، وهما الشمس والقمر اسم «هيليوس» و«سيلين» وأطلقوا على أبعد كوكب «فينون» أي «المشع» ثم «فيثون» أي «اللامع»، أما الكوكب الأحمر فقد أطلقوا عليه اسم «بايرويس» أي «الكوكب الناري» أما أكثر الكواكب لمعانًا فقد أطلقوا عليه «فوسفوروس» أي «جالب الضوء»، أما آخر تلك الكواكب السابحة في الفضاء الرحب فقد أسموه «ستيلبون» أي «الكوكب ذو الوميض». وقد نسب الإغريق أيضًا هذه الكواكب لآلهة جبال أوليمبوس المقدسة، فقد تم إطلاق اسمي «هيليوس» و«سيرين» على كوكبين وإلهين، أما «فينون» فقد كان اسما مقدسا ومكرسا للإله «كرونوس» وهو أحد الجبابرة الذين حكموا العالم قبل آلهة جبال أوليمبوس المقدسة كما تعتقد الأساطير القديمة، وكان «فيثون» اسما مقدسا للإله «زيوس» ؛ وهو ابن الملك «كرونوس» الذي خلفه في حكم العالم، أما «بايروس» فقد كان اسمًا مقدسًا للإله «آريس» وهو ابن «زيوس» وإله الحرب في الوقت نفسه، أما «فوسفوروس» فقد كان اسمًا مقدسًا للإلهه «أفروديت» إلهة الحب، أما «هيرميس» رسول الآلهة وإله العلم والفطنة فقد كان حاكمًا للكوكب «ستيلبون».
سبق البابليون الإغريق في إطلاق أسماء الآلهة على الكواكب. فقد أطلق البابليون على كوكب «فوسفوروس» هذا الاسم تيمنًا باسم إلهة الحب في بابل عشتار وأطلقوا على كوكب «بايرويس» اسم إله الحرب نيرجال وأطلقوا على كوكب «ستيلبون» اسم إله الحكمة «نابو» وأطلقوا على كوكب «فيثون» اسم إلههم الأكبر «مردوخ». وهناك العديد من أوجه التشابه بين أساليب إطلاق الأسماء على الكواكب بين البابليين والإغريق. وعلى الرغم من ذلك لم تكن الترجمة دقيقة كما يجب. فعلى سبيل المثال، كان إله الحرب عند البابلين يُدعى «نيرجال»، ولذلك أطلق الإغريق عليه اسم «آريس». ومع ذلك، فعلى عكس «آريس»، فإن «نيرجال» كان أيضًا إله الشر والجحيم.
في الوقت الحاضر، فإن معظم الناس في العالم الغربي يعرفون الكواكب بأسمائها المشتقة من أسماء آلهة جبال أوليمبوس الإغريقية. وبينما لا يزال اليونانيون يستخدمون حاليا الأسماء الإغريقية القديمة للكواكب، فإن معظم الشعوب الأوروبية الأخرى تستخدم الأسماء الرومانية (أو اللاتينية)، ويرجع ذلك إلى تأثر هذه الشعوب بالإمبراطورية الرومانية والكنيسة الكاثوليكية فيما بعد. ينحدر الرومان والإغريق من أصول هندية أوروبية، وكانوا يقدسون آلهة واحدة بأسماء مختلفة، ولكن الرومان لم يكن لديهم ذلك الإبداع الأدبي والقصصي الذي أضفاه الأدباء الإغريق على آلهتهم. وفي الفترة الأخيرة من الحضارة الرومانية القديمة، استعار العديد من الكتاب الرومان من المبدعين الإغريق قصصهم التاريخية وطبقوها على آلهتهم، إلى أن اختلطت الأمور بين هذه الأسماء وتلك. وعندما درس الرومان علم الفلك الإغريقي، فإنهم أطلقوا على الكواكب أسماء آلهتهم: فقد أطلقوا اسم ميركوري (ميثولوجيا) على «هيرميس» وفينوس على «آفروديت» ومارس (ميثولوجيا) على «آريس» وجوبيتر على «زيوس» وساتورن (ميثولوجيا) على «كرونوس».

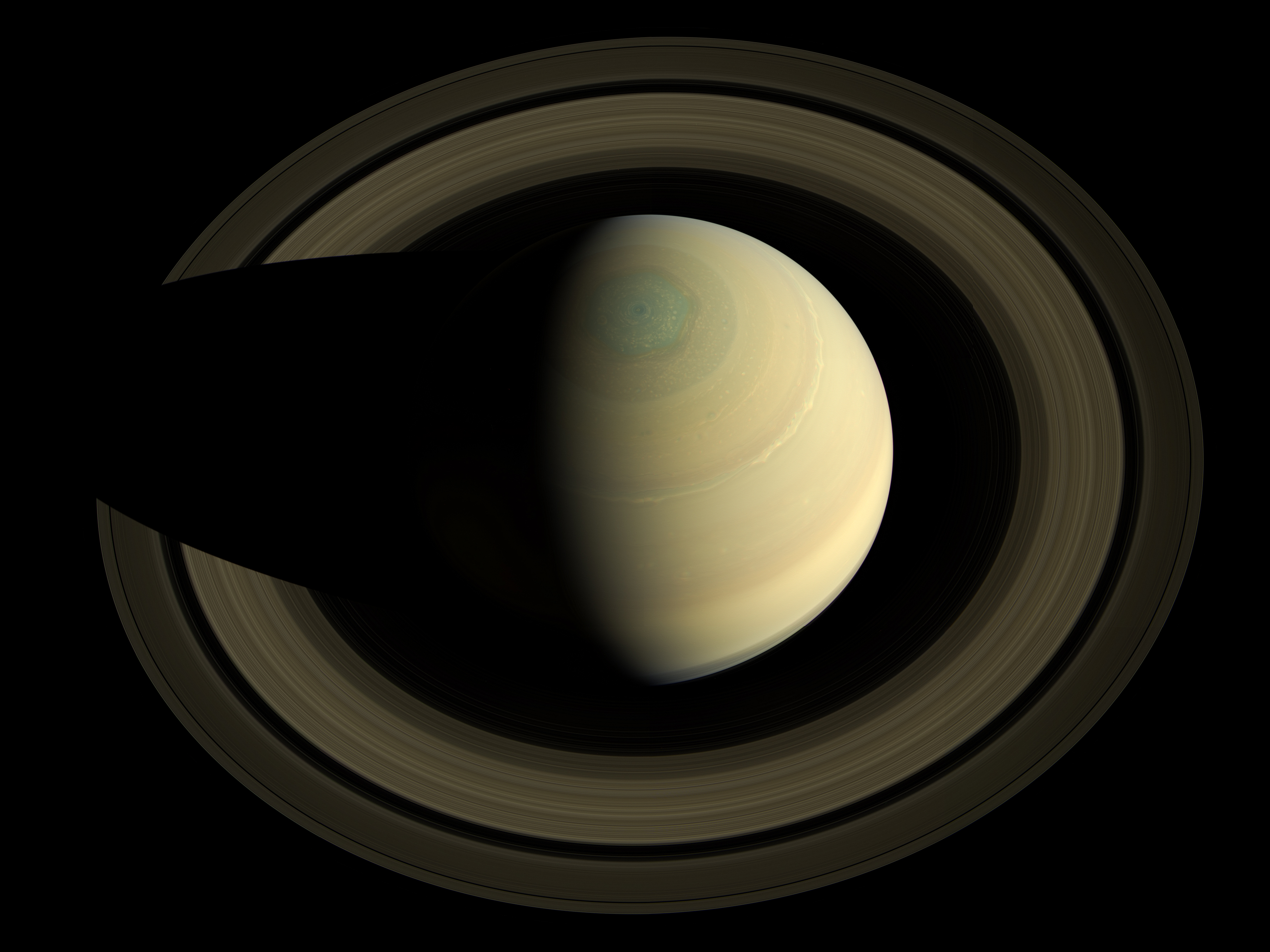
الكوكب الغازي العملاق زحل

وبعد اكتشاف كواكب أخرى في القرن الثامن عشر والتاسع عشر، تم تسميتها بالطريقة نفسها؛ حيث أطلقوا اسم «يورانوس» بدلاً من «أورانوس» و«نيبتونوس» بدلاً من بوسيدون.
اعتقد بعض الرومان أن الآلهة السبعة التي أُطلقت أسماؤها على الكواكب كانوا يتناوبون على رعاية شؤون الدنيا وهو اعتقاد قديم ربما نشأ في الحضارة البابلية القديمة ولكنه تطور في مصر الإغريقية. وكان هذا التناوب حسب اعتقادهم يبدأ بزحل ثم يتبعه المشترى ثم المريخ ثم الشمس ثم الزهرة ثم عطارد وأخيرًا القمر (وهذا الترتيب من الأبعد إلى الأقرب). لذلك، كان اليوم الأول يبدأ بزحل (الساعة الأولى) واليوم الثاني يبدأ بالشمس (الساعة الخامسة والعشرون) واليوم الثالث بالقمر (الساعة التاسعة والأربعون) ثم المريخ فعطارد فالمشترى وأخيرًا الزهرة. نظرًا لتسمية كل يوم باسم الإله الذي يبدأ به، فإن هذا هو أيضًا ترتيب أيام الأسبوع حسب التقويم الروماني وبعد رفض التقويم الروماني مازالت هذه التسمية لم تتغير في الكثير من اللغات الحديثة. على سبيل المثال: Sunday (الأحد) وMonday (الاثنين) وSaturday (السبت) عبارة عن ترجمة مباشرة للأسماء الرومانية.
يعد كوكب الأرض هو الكوكب الوحيد الذي لم يُشتق اسمه من الروم والإغريقية القديمة. وما زالت هناك العديد من اللغات الرومانية تستخدم الكلمة الرومانية القديمة تيرا بمعنى الأرض (أو كلمة مشتقة منها) والتي كانت تستخدم قديما بمعنى اليابسة (كلمة مضادة لكلمة بحر).
تستخدم الثقافات غير الأوروبية نظما أخرى في تسمية الكواكب. فالهند مثلاً تستخدم نظام تسمية يعتمد على تقويم «نافاجراها» الهندي الأصل، وفيه يُطلق على الشمس «سوريا» والقمر «شاندرا» وعطارد «بودها» والزهرة «شوكرا» والمريخ «مانجالا» والمشترى «براسباتي» أما زحل فيُطلق عليه «شاني». فيما سُميت العقدتان القمريتان الصاعدة والهابطة المرتبطتان بظاهرتي الخسوف والكسوف بـ «راهو» و«كيتو». أما الصين ودول شرق آسيا المتأثرة بالحضارة الصينية (مثل اليابان وكوريا وفيتنام)، فقد استخدمت نظاما يعتمد على العناصر الصينية الخمسة: الماء (عطارد) والمعدن (الزهرة) والنار (المريخ) والخشب (المشترى) والأرض (زحل).

## تكوين الكواكب

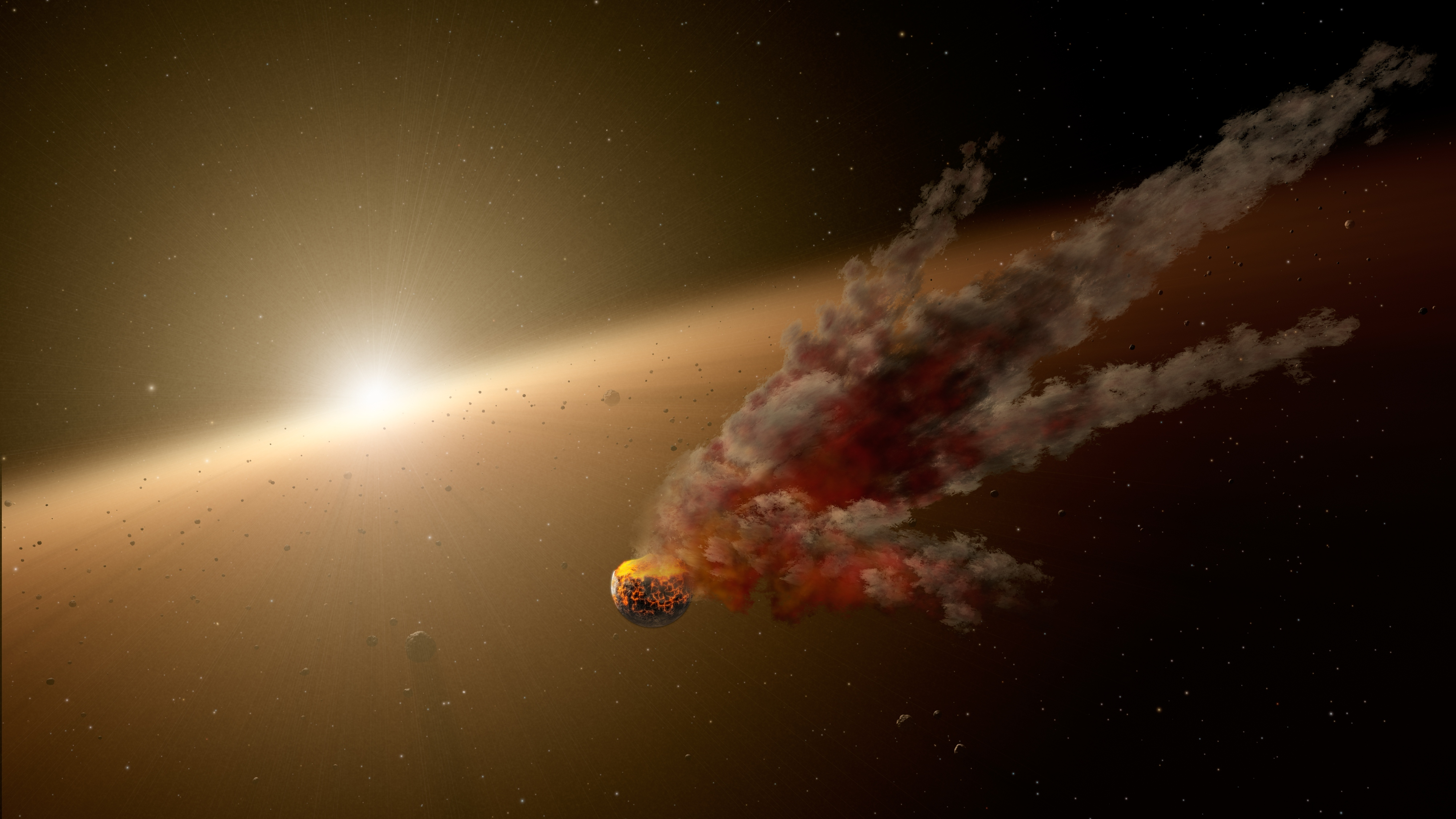
تكوين الكواكب

لا يُعرف على وجه الدقة كيفية تَكوُّن الكواكب. والنظرية الشائعة هي أن تلك الكواكب قد نتجت عن انهيار السديم الغازي إلى قرص رفيع يتكون من الغاز والغبار. وتفترض تلك النظرية أن ذلك السديم كان مُكوَّنًا من نجم أوَّلي في المركز محاطًا بأقراص من الكواكب الأولية الدوارة. من خلال ديناميات السوائل الفيزياء الفلكية (عملية التصادم اللزجة) حيث تتراكم جزيئات الغبار في القرص بإطراد لتشكيل كتلة أكبر من أي وقت مضى. وتراكمت العديد من جزيئات الغبار في هذا القرص مكوَّنة أجراما سماوية هائلة الحجم. وعلى أثر التركيزات الموضعية تكونت كتلٌ تُعرف باسم "الكواكب الجنينية"، وقد ساعدت تلك الكواكب متناهية الصغر في تسارع عملية التراكم عبر جذب العديد من المواد الأخرى بالجاذبية المركزية الناتجة عن الدوران. وقد تزايدت كثافة تلك التركيزات إلى أن انفجرت من داخلها بفعل الجاذبية مكوِّنة تلك الكواكب الأولية. وبعد أن يصل الكوكب لقطر أكبر من قطر القمر التابع للأرض، يبدأ في تجميع غلاف جوي ممتد؛ مما يؤدي إلى تعاظم قدرته على جذب الكواكب الصغيرة بواسطة قوة الإعاقة للغلاف الجوي.

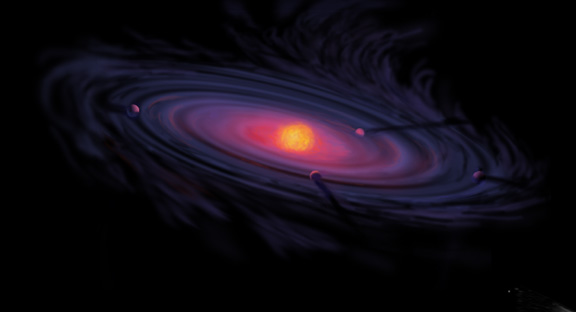
قرص من الكواكب الأولية

عندما يكبر النجم الأولي حتى يبلغ درجة الاشتعال ليكون نجما حقيقيا، فإنه يطرد القرص الباقي بداخله إلى الخارج بفعل التبخر الضوئي والرياح الشمسية وتأثير ظاهرة بوينتنج - روبرتسون وعوامل أخرى عديدة. وبعد ذلك، يمكن أن تكون هناك بعض الكواكب الأولية التي ما زالت تدور حول النجم أو حول بعضها البعض، ولكن مع مرور الوقت سوف تصطدم ببعضها البعض مكونة كوكبا واحدا كبيرا أو مطلقة مواد تمتصها كواكب أوَّلية كبيرة أخرى أو كواكب مكتملة. وسوف تنمو تلك الأجرام إلى أن تتمكن من جذب العديد من الأجسام التي تدور في فلكها حتى تصل إلى صورتها النهائية ككواكب مكتملة. وفي هذه الأثناء، يمكن أن تتحول الكواكب الأولية التي لم تنفجر إلى أقمار تابعة لكواكب أخرى عبر الجاذبية المركزية أو تستمر في الدوران في أحزمة أجرام أخرى إلى أن تصل إلى شكلها النهائي ككواكب قزمة أو مجرد أجرام صغيرة في المجموعة الشمسية.
أما التأثيرات الفعالة للكواكب الجنينية (والانحلال الإشعاعي)، فسوف تتسبب في تسخين ذلك الكوكب النامي مسببة انصهاره جزئيا على أقل تقدير. ويبدأ الجزء الداخلي من الكوكب في التغير إلى أن يصبح أكثر كثافة. وتفقد المجموعات الكوكبية الأخرى معظم غازاتها بفعل هذا التراكم، ولكن هذه الغازات المفقودة يمكن تعويضها عبر الغازات الصادرة من الغلاف الجوي ومن المذنبات الأخرى. (أما الكواكب الأصغر فسوف تفقد أية غازات تحصل عليها بفعل هروب تلك الغازات).
وبعد اكتشاف ومتابعة عدة نظم كوكبية حول نجوم خارج مجموعتنا الشمسية، صار هذا التحليل عرضة للمراجعة أو التغيير نهائيا. في الوقت الراهن، فإن مستوى المعدنية (مصطلح فلكي يصف مدى تركيز العناصر الكيميائية) التي يزيد رقمها الذري عن 2 وهو الرقم الذري للهيليوم وهو الذي يحدد إمكانية تواجد كواكب لنجم معين من عدمه. لذلك، فإن احتمال وجود نظام كوكبي حول النجم الغني بالمعادن يزيد من احتمال وجود نظام كوكبي حول النجم الفقير معدنيا.

## المجموعة الشمسية

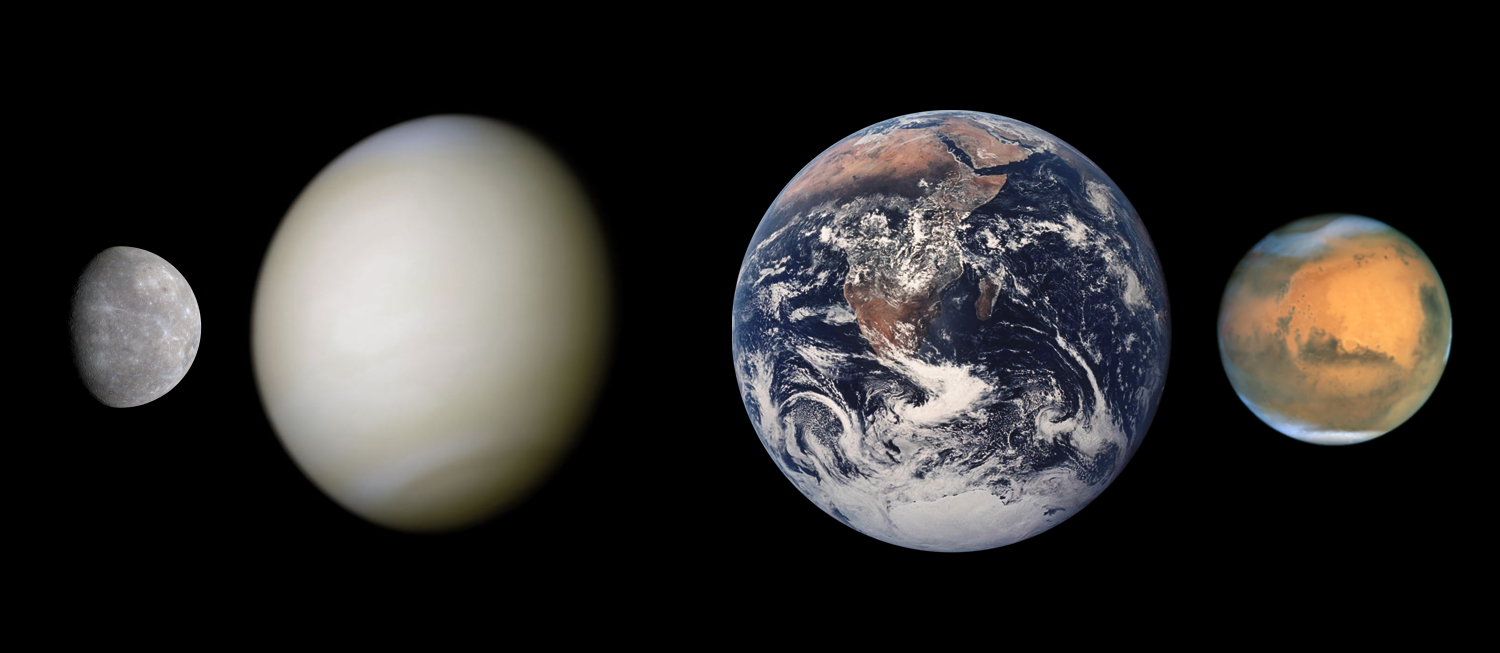
الكواكب الصخرية: عطارد والزهرة والأرض والمريخ (الأحجام بمقاييس نسبية)

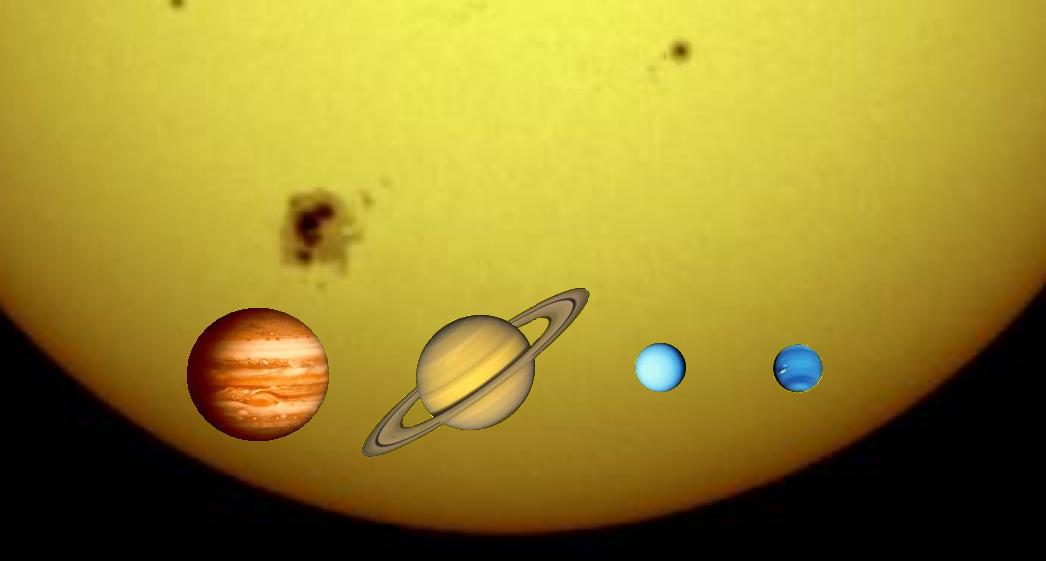
الكواكب الغازية العملاقة الأربعة بالنسبة للشمس: المشترى وزحل وأورانوس ونبتون (الأحجام بمقاييس نسبية)

تبعًا للتعريف الحالي الصادر عن الاتحاد الفلكي الدولي، فإن هناك ثمانية كواكب في المجموعة الشمسية. وترتيبها كالتالي حسب بعدها عن الشمس من الأقرب للأبعد:
1. عطارد
2. الزهرة
3. الأرض
4. المريخ
5. المشتري
6. زحل
7. أورانوس
8. نبتون

المشترى هو أكبر كوكب في المجموعة الشمسية؛ حيث تبلغ كتلته ضعف كتلة كوكب الأرض 318 مرة، بينما يعد كوكب عطارد أصغرها حيث تبلغ كتلته ضعف كتلة كوكب الأرض 0.055 مرة.
يمكن تصنيف كواكب المجموعة الشمسية حسب تكوينها كالتالي:
- الكواكب الصخرية (الكوكب الصخري): تضم الكواكب الشبيهة بالأرض؛ حيث تتكون في الأساس من الصخور. وهذه الكواكب هي عطارد والزهرة والأرض والمريخ.
- الكواكب الغازية العملاقة (الكواكب الشبيهة بالمشترى) : تضم الكواكب الغازية العملاقة التي تتكون أساسًا من مواد غازية وهي تفوق الكواكب الصخرية من حيث الحجم. وهذه الكواكب هي المشترى وزحل وأورانوس ونبتون. ثمة فئة ثانوية تندرج تحت فئة الكواكب الغازية العملاقة وهي الكواكب الجليدية العملاقة والتي تضم كوكبي أورانوس ونبتون. وتتميز هذه الكواكب عن الكواكب الغازية بصغر حجمها عن الكواكب الغازية وبنفاد الهيدروجين والهيليوم في طبقات الجو بها، بالإضافة إلى زيادة نسبة الصخور والجليد فيها بشكل ملحوظ.[87]

| خصائص الكواكب |

| اسم الكوكب     | القطر الاستوائي [a] | الكتلة [a] | نصف القطر المداري (وحدة فلكية) | الفترة المدارية (بالسنين) | الميل إلى خط استواء الشمس (بالدرجة) | مقدار لامركزية المدار | فترة الدوران حول المحور (بالأيام) | عدد الأقمار | الحلقات | الغلاف الجوي                        | تكوين الكوكب             |
| -------------- | ------------------- | ---------- | ------------------------------ | ------------------------- | ----------------------------------- | --------------------- | --------------------------------- | ----------- | ------- | ----------------------------------- | ------------------------ |
| كوكب عطارد     | 0.382               | 0.06       | 0.39                           | 0.24                      | 3.38                                | 0.206                 | 58.64                             | —           | لا يوجد | لا يوجد                             | الكواكب الصخرية          |
| كوكب الزهرة    | 0.949               | 0.82       | 0.72                           | 0.62                      | 3.86                                | 0.007                 | 243.02                            | —           | لا يوجد | ثاني أكسيد الكربون CO2 ونيتروجين N2 | الكواكب الصخرية          |
| كوكب الأرض [b] | 1.00                | 1.00       | 1.00                           | 1.00                      | 7.25                                | 0.017                 | 1.00                              | 1           | لا يوجد | نيتروجين N2 وأكسجين O2              | الكواكب الصخرية          |
| كوكب المريخ    | 0.532               | 0.11       | 1.52                           | 1.88                      | 5.65                                | 0.093                 | 1.03                              | 2           | لا يوجد | ثاني أكسيد الكربون CO2 ونيتروجين N2 | الكواكب الصخرية          |
| المشتري        | 11.209              | 317.8      | 5.20                           | 11.86                     | 6.09                                | 0.048                 | 0.41                              | 49          | يوجد    | هيدروجين H2 وهيليوم He              | الكواكب الغازية العملاقة |
| كوكب زحل       | 9.449               | 95.2       | 9.54                           | 29.46                     | 5.51                                | 0.054                 | 0.43                              | 52          | يوجد    | هيدروجين H2 وهيليوم He              | الكواكب الغازية العملاقة |
| كوكب أورانوس   | 4.007               | 14.6       | 19.22                          | 84.01                     | 6.48                                | 0.047                 | -0.72                             | 27          | يوجد    | هيدروجين H2 وهيليوم He              | الكواكب الغازية العملاقة |
| كوكب نبتون     | 3.883               | 17.2       | 30.06                          | 164.8                     | 6.43                                | 0.009                 | 0.67                              | 13          | يوجد    | هيدروجين H2 وهيليوم He              | الكواكب الغازية العملاقة |

بالنسبة لكوكب الأرض، انظر مقال كوكب الأرض للحصول على القيم الكاملة.

### الكواكب القزمة
قبل صدور قرار شهر أغسطس لعام 2006، قدم علماء الفلك العديد من الأجرام السماوية على أنها كواكب، بما في ذلك الاتحاد الفلكي الدولي. مع ذلك، تمت إعادة تصنيف هذه الأجرام في عام 2006 على أنها كواكب قزمة للتفرقة بينها وبين الكواكب العادية. وقد أقر الاتحاد الفلكي الدولي دخول خمسة كواكب قزمة ضمن المجموعة الشمسية وهي سيريز وبلوتو وهوميا وماكيماكي وإيريس. من ناحية أخرى، هناك أجرام أخرى عديدة في حزام الكويكبات وحزام كوبير لا زالت قيد الدراسة يمكن القول إن خمسين منها يحتمل ضمها لفئة الكواكب القزمة فيما بعد. ويذكر أيضا أنه من المتوقع اكتشاف ما يصل إلى 200 كوكب قزم بمجرد استكشاف حزام كوبير بالكامل. تشترك الكواكب القزمة مع الكواكب العادية في كثير من الخصائص ـ على الرغم من ما بينها من اختلافات واضحة منها أن جميعها كواكب تابعة في مدارها.
حسب ما جاء في التعريف، فإن كل كوكب من الكواكب القزمة ينتمي لمجموعة كبيرة من الأجرام. فكوكب سيريز هو أكبر جرم سماوي في حزام الكويكبات وبلوتو وماكيماكي ينتميان إلى حزام كوبير، في حين أن إيريس يتبع مجموعة الكويكبات المتفرقة قرصية الشكل. يذكر بعض العلماء وعلى رأسهم العالم مايكل مايك براون أنه عما قريب سيتم اكتشاف أكثر من أربعين جرما سماويا يدور حول كوكب نبتون ويمكن اعتبارها من الكواكب القزمة بموجب التعريف الحديث الذي وضعه الاتحاد الفلكي الدولي.

## الكواكب التي تقع خارج المجموعة الشمسية

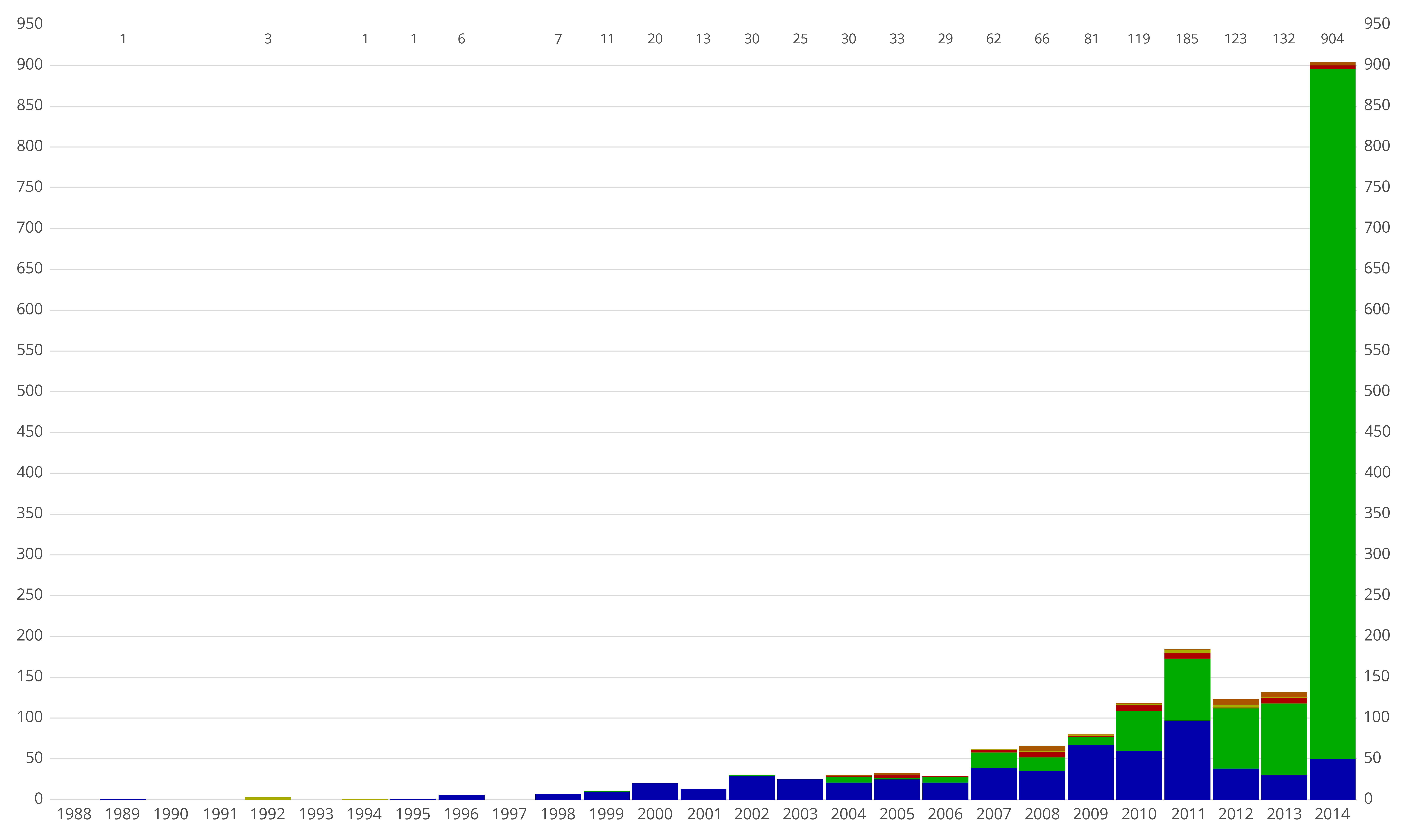
الكواكب الخارجية، حسب سنة الاكتشاف، حتى سبتمبر 2014.

تم اكتشاف أول كوكب خارج المجموعة الشمسية يدور حول نجم ذي متتابعة رئيسية في 6 أكتوبر 1995م، عندما أعلن العالمين «ميشيل مايور» و«ديديه كويلوز» الأستاذين بجامعة جنيف اكتشاف كوكب خارجي يدور حول نجم ذي متتابعة رئيسية فرس أعظم 51 بي. ولقد كان حجم معظم الكواكب التي تم اكتشافها خارج المجموعة الشمسية في فبراير 2009 والتي يبلغ عددها 342 كوكبا يقترب من حجم كوكب المشتري أو يزيد عنه، ذلك على الرغم من رصد كواكب تتراوح أحجامها بين ما هو أقل من كوكب عطارد وما هو أكبر من المشترى عدة مرات. إضافةً إلى ذلك، إن أصغر كواكب تم اكتشافها خارج المجموعة الشمسية حتى يومنا هذا هي مجموعة الكواكب التي تم رصدها تدور حول آثار نجم محترق ويطلق عليها مجموعة نجوم الطارق، مثل PSR B1257+12. / لقد تم اكتشاف حوالي 12 كوكبا خارج المجموعة الشمسية تبلغ كتلتها ضعف كتلة الأرض بمقدار يتراوح بين 10 و20 مرة، وذلك مثل تلك الكواكب التي تدور حول النجوم ميو آرا والسرطان 55 وغليزا 436b. وقد أطلق على هذه الكواكب اسم «النبتونيات» نظرا لاقتراب كتلتها من كتلة كوكب نبتون (حيث تبلغ ضعف كتلة الأرض 17 مرة). هذا وهناك فئة أخرى جديدة من الكواكب تسمى "الأراضي العظيمة" وهي عبارة عن كواكب صخرية أكبر من الأرض بكثير ولكنها أصغر من نبتون أو أورانوس. تجدر الإشارة أنه تم اكتشاف ما يقارب ستة أراضٍ عظيمة حتى يومنا هذا وهي كوكب غلييز 876 ب والذي يبلغ ضعف كتلة الأرض ستة مرات، وكوكب OGLE-2005-BLG-390Lb وMOA-2007-BLG-192Lb هما كوكبان جليديان تم اكتشافهما عن طريق العدسية الدقيقة للجاذبية. ومن ضمن هذه الكواكب الست أيضا كوكب كوروت-إكسو-7ب وهو كوكب يقدر قطره بضعف قطر كوكب الأرض بمقدار 1.7 مرة (وهو بذلك يكون أصغر الأراضي العظيمة المُكتشفة حتى الآن) ولكن تقدر مسافة مداره بـ 0.02 وحدة فلكية فقط مما يعني أن سطحه قابل للذوبان عند درجات حرارة تتراوح بين 1000-1500 درجة مئوية. وأخيرا، هناك كوكبان من هذه الكواكب يدوران حول القزم الأحمر غلييزا 581. تبلغ كتلة غليزا 581 دي ضعف كتلة الأرض بمقدار 7.7 مرة، بينما تبلغ كتلة غليزا 581 سي خمس أضعاف كتلة الأرض الذي كان يعتقد في البداية أنه أول كوكب صخري تم اكتشافه يمكن وجود حياة عليه. مع ذلك، كشفت دراسات تفصيلية أنه قريب للنجم التابع له للغاية بدرجة تجعله غير صالح لإقامة حياة عليه، في حين أن كوكب غليزا 581 دي أبعد كوكب في المجموعة على الرغم من أن طقسه أكثر برودة من طقس الأرض، فإنه من الممكن أن توجد حياة عليه إذا كان غلافه الجوي يحتوي على غازات صوب زراعية كافية.

قانون كبلر الثاني: يتحرك الكوكب أسرع بالقرب من الشمس، بحيث تكون المساحة المغطاة نفسها خلال زمن ما كتلك للمسافات الطويلة، حيث يتحرك الكوكب ببطء. السهم الأخضر يوضح سرعة الكوكب، والوردي يوضح القوة المبذولة على الكوكب.

من هنا يتضح تماما ما إذا كانت الكواكب الكبيرة حديثة الاكتشاف تشبه الكواكب الغازية العملاقة في المجموعة الشمسية أو تشبه نوع آخر مختلف تمامًا لم يعرف بعد، مثل الكواكب الكربونية أو كواكب الأمونيا العملاقة. وعلى العموم، تدور بعض الكواكب التي تم اكتشافها حديثًا، والمعروفة باسم كواكب المشترى الحارة، بالقرب من النجوم الأم في مدارات دائرية إلى حد ما. وبالتالي، تصلها إشعاعات نجمية بنسبة أكبر من تلك التي تصل الكواكب الغازية العملاقة في المجموعة الشمسية، الأمر الذي يترك المجال مفتوحًا للجدال حول ما إذا كانت تلك الكواكب جميعها من نوع واحد أم لا. ومن المحتمل كذلك وجود فئة من كواكب المشترى الحارة تسمى الكواكب الكاثونية والتي تدور على مقربة من نجمها لدرجة أن غلافها الجوي أحترق بفعل الإشعاع النجمي. في حين أن العديد من كواكب المشترى الحارة تتعرض الآن لفقدان غلافها الجوي، كما حدث في عام 2008، ولم يتم اكتشاف كوكب كاثوني حقيقي.
في الحقيقة، إن اكتشاف المزيد من الحقائق العلمية المفصلة حول الكواكب التي تقع خارج المجموع الشمسية يتطلب إدخال جيل جديد من الأجهزة، ويشمل ذلك تليسكوب الفضاء. هذا وتجري السفينة الفضائية كوروت (مرصد فضائي) في الآونة الحالية أبحاثًا حول اختلاف مستوى السطوع على النجوم بسبب دوران الكواكب حولها. كذلك هناك مشروعات كثيرة تم طرحها لإنتاج تليسكوبات فضائية للبحث عن الكواكب التي تقع خارج المجموعة الشمسية التي تتشابه في كتلتها مع الأرض. ومن هذه المشروعات مشروع كيبلر (مسبار فضائي) التابع لوكالة ناسا ومشروع الكواكب الأرضية وبرامج مهمة التداخل الفضائي المتمثلة في نظرية داروين التابع لـ وكالة الفضاء الأوروبية والحصان المجنح التابع لـ المركز الوطني للدراسات الفضائية. كذلك يعد جهاز بعثة العالم الجديد من الأجهزة التي يمكن استخدامها جنبا إلى جنب مع تلسكوب جيمس ويب الفضائي. مع ذلك، فإنه ليست هناك مصادر أكيدة لتمويل هذه المشروعات. غير أن أول طيف للكواكب التي تقع خارج المجموع الشمسية لاح في الأفق كان في شهر فبراير من عام 2007 (كوكبا HD 209458 b وHD 189733 b). إن تواتر ظهور الكواكب الصخرية يعد أحد المتغيرات في معادلة دريك التي تحسب عدد الحضارات التي تتمتع بالذكاء ولها القدرة على التواصل في مجرتنا.
هناك كواكب خارج المجموعة الشمسية أقرب بكثير إلى نجمها التي تدور حوله من أي كوكب في المجموعة الشمسية حول للشمس، وهناك أيضًا كواكب خارج المجموعة الشمسية بعيدة عن نجمها. عطارد، الكوكب الأقرب إلى الشمس عند 0.4 وحدة فلكية، حيث يستغرق 88 يومًا لإكمال مداره، لكن أقصر المدارات المعروفة للكواكب الخارجية لا تستغرق سوى بضع ساعات، على سبيل المثال كيبلر 70 بي.

تلسكوب جيمس ويب الفضائي

يحتوي نظام كيبلر-11 على خمس كواكب وجميع مداراتها أقصر بكثير من مدار كوكب عطارد حول الشمس، بالرغم من ان جميعها أكبر بكثير من عطارد. نبتون عند 30 وحدة فلكية من الشمس ويستغرق مداره حول الشمس حوالي 165 عام، لكن يوجد كواكب خارج المجموعة الشمسية تبعد بمئات الوحدات الفلكية من نجمها وتستغرق أكثر من ألف عام لإنهاء مدارها، على سبيل المثال 1RXS1609b.
وقد تم إطلاق التلسكوبات الفضائية التالية لدراسة الكواكب الخارجية التي تم التقاطها بواسطة مسبار غايا في ديسمبر 2013، وهي:
- المسبار الأوربي CHEOPS في 2018.
- القمر الصناعي TESS في 2018.

ملاحظة: من المتوقع أن يتم إطلاق التلسكوب الفضائي جيمس ويب لدراسة الكواكب الخارجية في عام 2021.

## الجسم الكوكبي

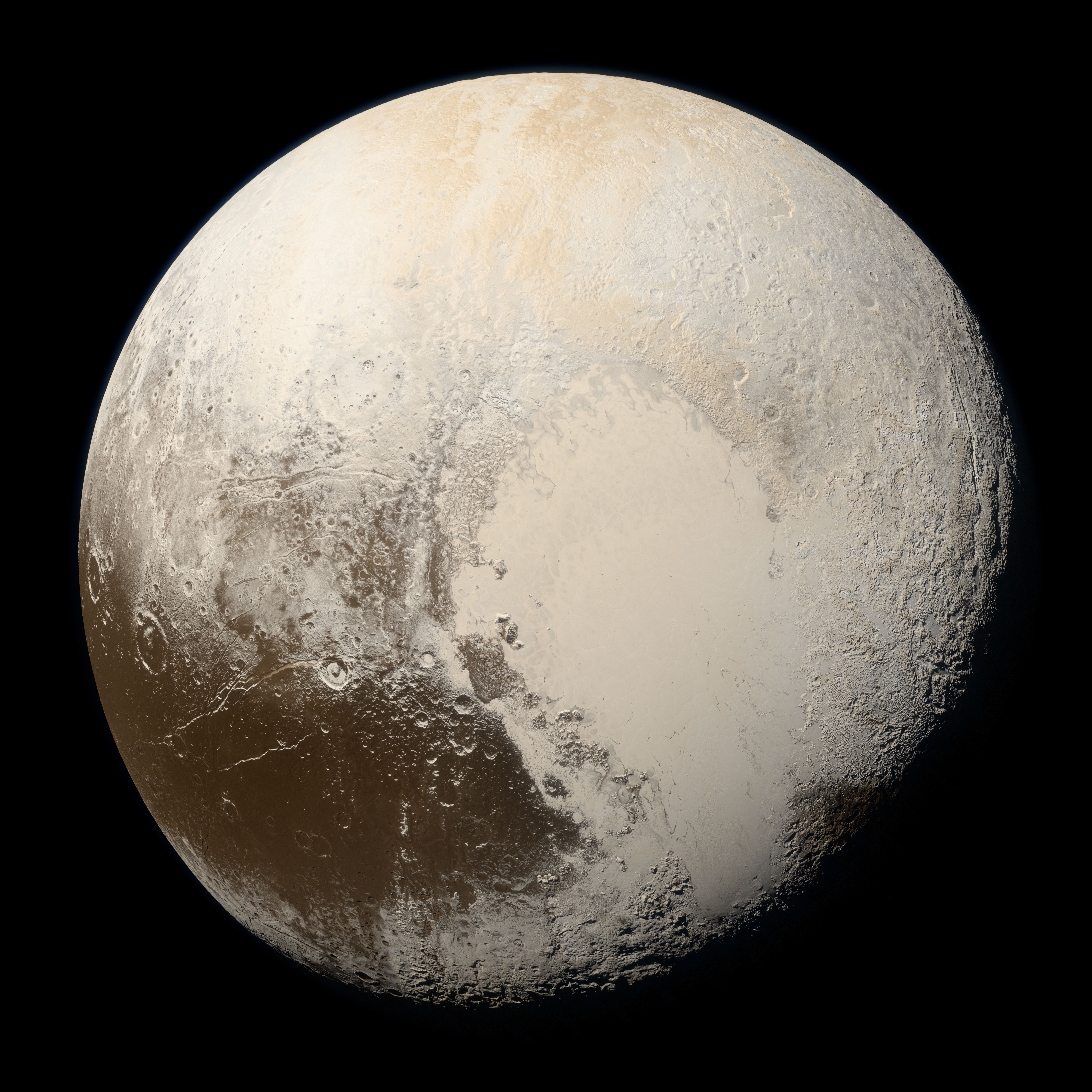
كوكب بلوتو

كائن الكتلة الكوكبية أو الجسم الكوكبي هو كائن سماوي له كتلة تقع ضمن نطاق تعريف الكوكب: ضخم بما يكفي لتحقيق التوازن الهيدروستاتيكي (يتم تقريبه تحت ثقله الخاص)، ولكن ليس بما يكفي للحفاظ على الانصهار مثل النجم. بحكم التعريف جميع الكواكب عبارة عن كائنات كوكبية، لكن الغرض من هذا المصطلح هو الإشارة إلى كائنات لا تتوافق مع التوقعات النموذجية لكوكب ما. وتشمل هذه الكواكب القزمة، التي يتم تقريبها بواسطة جاذبيتها ولكنها ليست ضخمة بما يكفي لوضوح مدارها، والأقمار الأكبر، والكواكب العائمة الحرة، والتي قد تم إخراجها من نظام (الكواكب المارقة) أو التي تشكلت من خلال انهيار سحابة بدلا من التراكم (تسمى أحيانا الأقزام دون البني).

### الكوكب القزم
الكوكب القزم هو كتلة كوكبية حيث أنه ليس كوكب حقيقي؛ في مدار مباشر للنجم، وهو ضخم بما يكفي لضغطه على شكل متوازن هيدروليكيا (عادةً ما يكون كرويا)، لكنه لا يخلو جواره بمادة أخرى حول مداره. اعتبارا من يوليو 2008، تعرف الاتحاد الفلكي الدولي على خمسة كواكب قزم في المجموعة الشمسية الخارجية وهي:
- سيريس في حزام الكويكبات.
- بلوتو
- هاوميا
- ماكيماكي
- إريس

### الكواكب المارقة
تم إجراء العديد من عمليات المحاكاة الحاسوبية للنجوم والكواكب وتم استنتاج النتائج من عملية المحاكاة بأن بعض كتل الكواكب سيتم طردها بين النجوم مع الزمن. جادل بعض العلماء بأن مثل هذه الأشياء التي وجدت بواسطة المحاكاة الحاسوبية يجب أن تصنف على أنها «كواكب»، على الرغم من أن بعض العلماء اقترحوا أن يطلق عليها كواكب أقزام بنية ذات كتلة منخفضة.

### الأقزام شبه البني

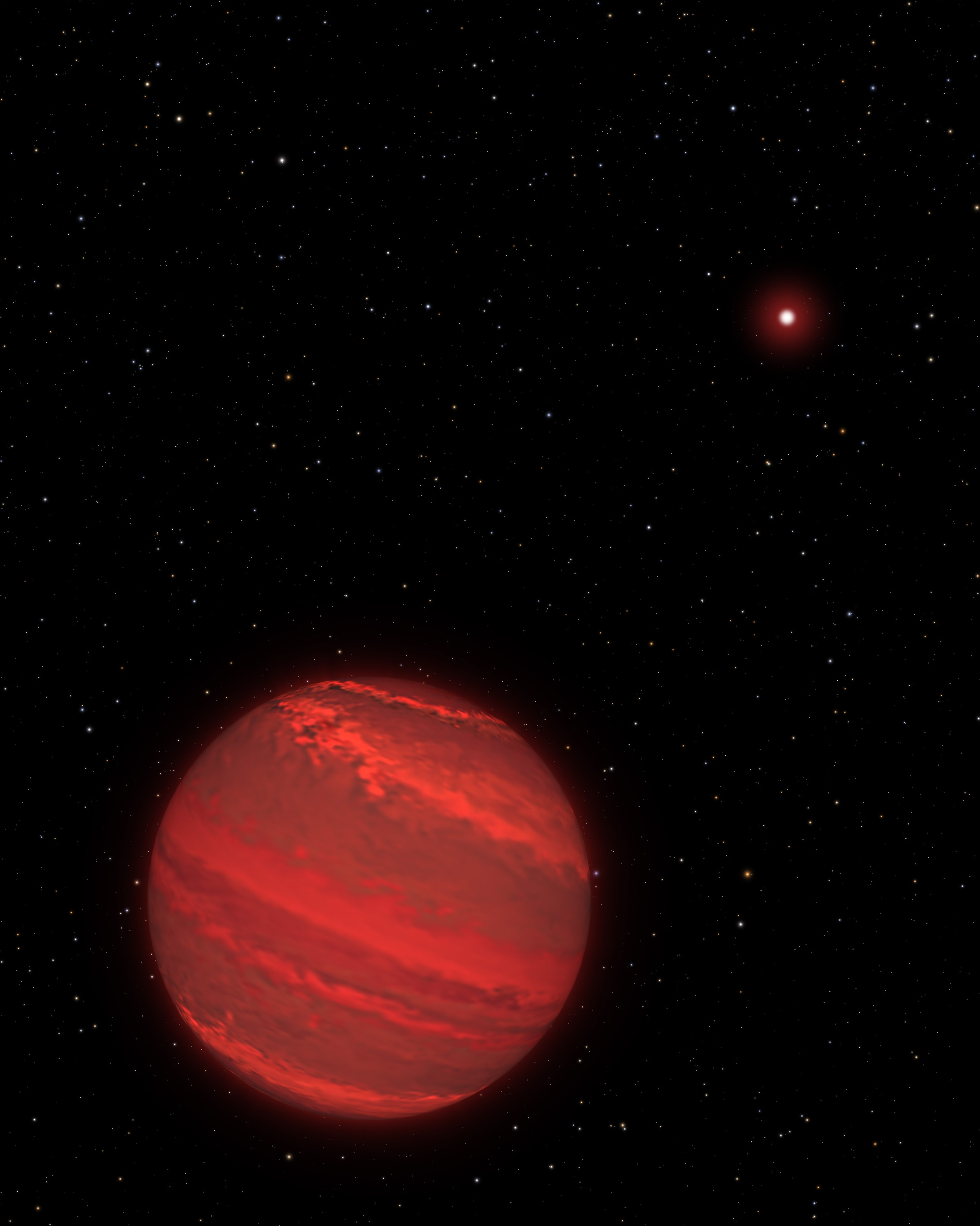
كوكب المشتري وبجواره كوكب 2M1207 القزم البني.

تتشكل النجوم عبر الانهيار التثاقلي غيوم الغاز، لكن الأجسام الأصغر قد تتشكل أيضا من خلال انهيار السحب. في بعض الأحيان تسمى الأجسام ذات الكتل الكوكبية المشكلة بهذه الطريقة أقزام شبه بنية. قد تكون الأقزام ذات البنية عائمة تماما مثل Cha 110913-773444 وOTS 44 أو تدور حول كائن أكبر مثل 2MASS J04414489+2301513.
نظريا الأقزام الشبه بنية ممكنة نظريا. كان يُعتقد في البداية أن Oph 162225-240515 كان نظاما ثنائيا لقزم بني مكون من 14 كتلة جوبيتر وقزم دون بني يتكون من 7 كتل جوبيتر، لكن ملاحظات إضافية قامت بمراجعة الكتل المقدرة لأعلى من 13 كتلة جوبيتر، مما يجعلها أقزام بنية وفقا لتعريفات الاتحاد الفلكي الدولي.

### النجوم السابقة
في أنظمة النجوم الثنائية القريبة، يمكن أن تفقد إحدى النجوم كتلة لصالح مرافقه الأثقل. نجوم نابضة والتي تعمل بالطاقة المتراكمة قد تؤدي إلى فقد الكتلة. يمكن للنجم المتقلص أن يصبح كائنا كوكبيا. مثال على ذلك كوكب المشتري الذي يدور حول النجم النابض PSR J1719-1438. قد تصبح هذه الأقزام البيضاء المنكمشة كوكب هيليوم أو كوكب كربون.

### الكواكب القمرية وكواكب الحزام
بعض الأقمار الكبيرة (قمر) لها نفس الحجم أو أكبر من كوكب عطارد، على سبيل المثال كوكب المشتري لديه قمران كبيران وهما الجليل وتيتان. جادل آلان ستيرن بأن الموقع لا يهم وأن السمات الجيوفيزيائية هي فقط التي يجب أن تؤخذ بعين الاعتبار في تعريف الكوكب، ويقترح مصطلح كوكب القمر إذا كان بحجم الكوكب. وبالمثل، ينبغي اعتبار الكواكب القزمة في حزام الكويكبات وحزام كويبر كواكب وفقا لنظرية لستيرن.

### الكواكب الملتقطة
الكواكب المارقة في التكتلات النجمية لها سرعات مماثلة للنجوم، وبالتالي يمكن استعادتها. يتم التقاطها عادة في مدارات واسعة بين 100 و 105 وحدة فلكية. تتناقص كفاءة الالتقاط مع زيادة حجم الكتلة، وبالنسبة لحجم الكتلة المحدد تزداد مع الكتلة. وهي مستقلة تقريبا عن كتلة الكواكب. يمكن التقاط الكواكب الفردية والمتعددة في مدارات تعسفية غير محاذاة أو غير مستوية مع بعضها البعض أو نظام كوكبي موجود مسبقا.

## الخصائص العامة للكواكب
على الرغم من أن كل كوكب له خصائص فيزيائية فريدة تميزه عن غيره من الكواكب، فإن هناك عددا من الخصائص العامة التي تشترك فيها الكواكب أجمع. وقد رُصدت بعض هذه الخصائص، مثل الحلقات أو الأقمار الطبيعية، في كواكب المجموعة الشمسية فقط حتى الآن، أما البعض الآخر فتشترك فيه الكواكب التي تقع خارج المجموع الشمسية.

### الخصائص الحركية

#### المدار

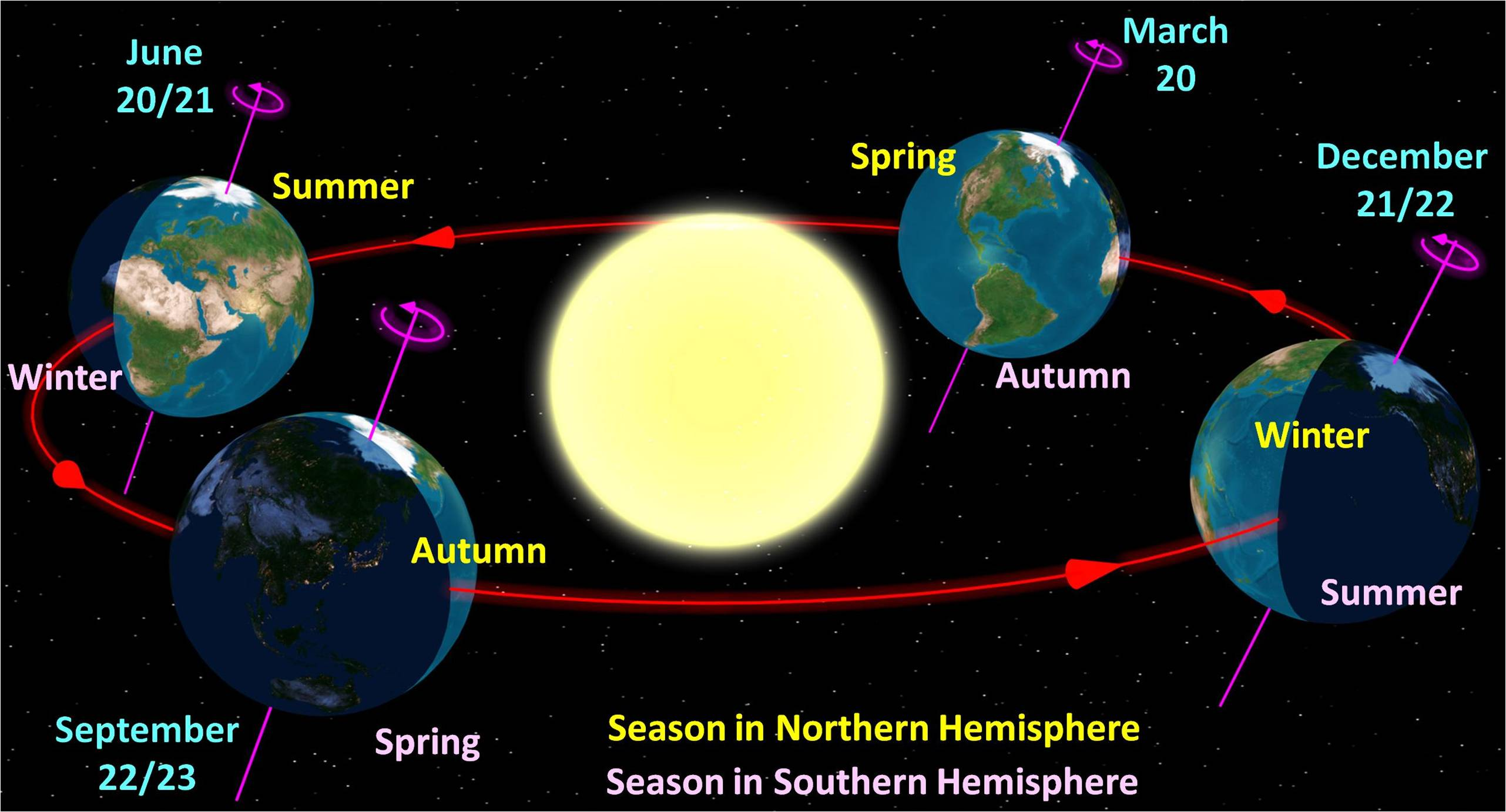
كل دورة للأرض حول الشمس تولد سنة واحدة والفصول الاربعة

تدور جميع الكواكب حول النجوم. وبالنسبة للمجموعة الشمسية، تدور جميع الكواكب في الاتجاه نفسه الذي تدور به الشمس. ولكن لم يتوصل العلم بعد لمعرفة ما إذا كانت الكواكب التي تقع خارج المجموع الشمسية تتبع النمط نفسه أم لا. يطلق على الفترة التي يتم فيها الكوكب دورة واحدة في مداره اسم المدة الفلكية أو السنة الفلكية. وتعتمد السنة الفلكية للكوكب على مدى بعده عن النجم الذي يتبعه. فكلما بعد الكوكب عن نجمه، زادت المسافة التي يقطعها في الدوران في مداره حول هذا النجم وبطؤت سرعة دورانه حوله، نظرًا لضعف تأثير جاذبية النجم عليه.
ونظرا لأن مدارات الكواكب جميعها غير كاملة الاستدارة، تتفاوت المسافة التي يقطعها كل منها على مدار السنة الفلكية. إن أقرب نقطة للكوكب من النجم الذي يتبعه تسمى الحضيض (تسمى القبا في المجموعة الشمسية)، بينما تسمى أبعد نقطة للكوكب من النجم الذي يتبعه الأوج. وعندما يدنو الكوكب إلى أقرب نقطة من النجم، تزداد سرعته حيث يزداد تأثير قوى الجاذبية عليه وتضعف طاقته الحركية، تمامًا كما تزداد سرعة جسم وهو يسقط على الأرض. وعلى صعيد آخر، عندما يصل الكوكب إلى أبعد نقطة له بالنسبة للكوكب، تنخفض سرعته، تماما كما تنخفض سرعة جسم عندما يصل إلى قمة مساره عند الرمي به في الهواء لأعلى.
يرتبط وصف مدار الكوكب بمجموعة من العناصر وذكرها كالتالي:
- اللامركزية : تصف لامركزية المدار مدى استطالة مدار الكوكب. فالكواكب منخفضة اللامركزية، تكون مداراتها أقرب للشكل الدائري عنها في الكواكب المرتفعة اللامركزية، حيث تتخذ مداراتها شكلاً بيضاويا.[124] إن الأجرام في حزام كوبير وحزام المذنبات (بالإضافة إلى العديد من الكواكب التي تقع خارج المجموع الشمسية) عالية اللامركزية، وبالتالي تكون مداراتها بيضاوية الشكل إلى حد كبير.[125][126]

شكل توضيحي للمحور شبه الرئيسي

- المحور شبه الرئيسي : يمثله المسافة بين الكوكب ونقطة المنتصف عند أطول قطر من مداره البيضاوي (انظر الصورة). وتختلف هذه المسافة عن المسافة التي يكون فيها الكوكب عند أبعد نقطة من النجم؛ حيث يستحيل أن يكون النجم في مركز مدار الكوكب.
- الميل : تخبرنا درجة ميل الكوكب إلى أي مدى يبعد المدار عن هذا الكوكب بالنسبة لمستوى مرجعي معين. ففي المجموعة الشمسية، المستوى المرجعي هو مستوى مدار كوكب الأرض ويسمى المدار الشمسي. أما بالنسبة للكواكب التي تقع خارج المجموعة الشمسية، فهذا المستوى والمعروف باسم مستوى السماء فهو مستوى خط الرؤية بالنسبة للراصد من فوق سطح الأرض.[127] توجد الكواكب الثمانية الخاصة بالمجموعة الشمسية بالقرب من المدار الشمسي، ولكن تبعد عنها الأجرام في حزام كوبير وحزام المذنبات مثل بلوتو بشكل كبير.[128] يطلق على النقطتين اللتين يمر فيهما الكوكب فوق المستوى المرجعي الخاص به وتحته اسم العقدة الصاعدة والعقدة الهابطة.[121] وخط طول العقدة الصاعدة هو الزاوية الواقعة بين العقدة الهابطة للكوكب وخط الطول صفر للمستوى المرجعي. وزاوية الحضيض هي الزاوية المحصورة بين العقدة الصاعدة للكوكب وأقرب نقطة له من النجم.[129]

#### ميل المحور

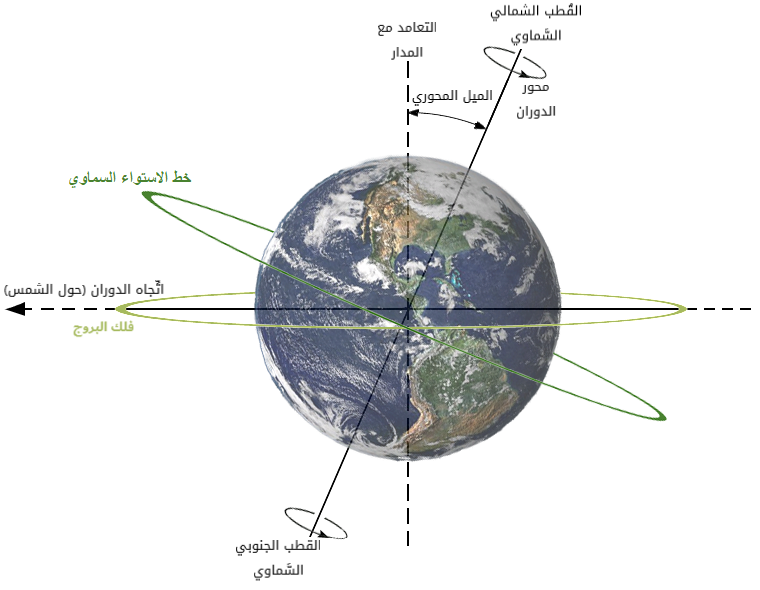
الميل المحوري للأرض وعلاقته بمحور الدوران ومستوى المدار.

ميل محور الأرض بزاوية قدرها 23 درجة ميل محورها، فهي تشكل زاوية مع مستوى خطوط استواء ألنجوم الخاصة بها. وهذا من شأنه أن يغير من كمية الضوء الواصل إلى كل نصف من الكوكب على مدار السنة. فعندما يكون نصف الكرة الشمالي بعيدًا عن النجم، يكون النصف الجنوبي في مواجهته والعكس بالعكس. وهكذا، نقول إن لكل كوكب فصول تتغير فيها ظروف الطقس على مدار السنة. ويعرف الوقت الذي يكون فيه نصف الكوكب في مواجهة النجم أو بعيدًا عنه باسم "الانقلاب". وكل كوكب يمر بفترتي انقلاب على مدار دورته في مداره: انقلاب صيفي ويكون فيه النهار طويلاً وانقلاب شتوي ويكون فيه النهار قصيرًا. كذا، تحدث تغييرات سنوية في الطقس على الكوكب حسب كمية الضوء والحرارة الواصلة لكل نصف منه. يتميز ميل محور كوكب المشترى بصغره، وبالتالي لا تحدث تغييرات موسمية جوهرية. أما أورانوس، فيميل محوره بدرجة كبيرة لدرجة أنه يدور على جانبه ـ الأمر الذي يعني أن نصفه يكون مظلمًا أو منيرًا على الدوام خلال فترة الانقلاب الصيفي أو الشتوي كلها. وفيما يتعلق بالكواكب التي تقع خارج المجموعة الشمسية، فإن ميل محورها غير معلوم بشكل أكيد، على الرغم من أنه من المعروف أن كواكب المشترى الحارة لا يميل محورها مطلقًا أو يميل بدرجة لا تذكر نتيجة اقترابها من النجوم التي تتبعها.

#### الدوران

رسم توضيحي لكوكب يدور حول محوره.

تدور الكواكب أيضًا حول محاور وهمية عبر مراكزها. وتمثل فترة دوران الكوكب حول محوره "اليوم" على هذا الكوكب. وتدور جميع الكواكب في المجموعة الشمسية في عكس اتجاه عقارب الساعة، فيما عدا أورانوس؛ حيث يدور في اتجاه عقارب الساعة (يدور كوكب أورانوس في عكس اتجاه عقارب الساعة أيضًا. فنظرًا لميل محوره بصورة كبيرة للغاية، فيمكن القول إنه يدور في اتجاه عقارب الساعة أو عكسها، فمن الممكن أن نقول إنه يميل بزاوية 82 درجة من المدار الشمسي في اتجاه ما أو نقول إنه يميل بزاوية 98 درجة في الاتجاه المقابل). هذا وتتفاوت الكواكب بصورة كبيرة في طول يوم كل منها، فها هو كوكب الزهرة يستغرق في دورته حول محوره 243 يومًا من أيام الأرض، في حين لا تتعدى مدة هذه الدورة بضع ساعات في الكواكب الغازية العملاقة.
لا زالت مدة دوران الكواكب التي تقع خارج المجموعة الشمسية حول محورها غير معلومة. ولكن قربها من نجومها يعني أن كواكب المشترى الحارة تتزامن دورتها حول محورها مع دورتها حول نجمها. وهذا بدوره يعني أن وجه واحد منها فقط يقابل نجمها، فيكون على جانب منها نهار سرمدي، في حين يكون الجانب الآخر في ليل سرمدي.

#### الإخلاء المداري
من الخصائص الحركية المميزة للكوكب أنه يقوم بإخلاء مداره. ويقصد بالإخلاء المداري أن كتلة الكوكب قد زادت بما يكفي لجذب الكواكب الجنينية الكائنة في مداره إليه أو طردها خارجه. فدوران الكوكب حول نجمه في مداره بمفرده يختلف بالطبع عن مشاركته هذا المدار مع العديد من الأجرام الأخرى الشبيهة له في الحجم. هذا وقد أضيفت هذه الخاصية كجزء من تعريف 2006 للكوكب وهو التعريف الرسمي الصادر عن الاتحاد الفلكي الدولي في أغسطس من عام 2006. وفي حين أن هذه الخاصية لا تنطبق حتى يومنا هذا إلا على المجموعة الشمسية، فإن هناك عددًا من الكواكب خارج المجموعة الشمسية ثبت فيها أن ظاهرة الإخلاء المداري تحدث في مداراتها قرصية الشكل.

### الخصائص الفيزيائية

#### كتلة الكوكب
من الخصائص الفيزيائية المميزة للكواكب أن كتلتها كبيرة بما يكفي لأن تتغلب قوى الجاذبية فيها على القوى الكهرومغناطيسية ويساعد ذلك في تماسك تكوينها، بما يؤدي في النهاية لحالة من التوازن الهيدروستاتيكي. وهذا يعني أن جميع الكواكب يصبح شكلها كرويًا. هذا وقد يتخذ الكوكب شكلاً غير منتظم عندما يصل لقدر معين من الكتلة. ولكن فوق هذا القدر، تبدأ الجاذبية في سحب الكوكب جهة مركز كتلته إلى أن يتكور شكله، علمًا بأن ذلك يتوقف على تركيبه الكيميائي.
علاوةً على ذلك، تعد الكتلة من الخصائص الأساسية للتمييز بين الكواكب والنجوم. فالحد الأقصى لكتلة الكوكب تتمثل في أن يكون ضعف كتلة المشترى بمقدار 13 مرة، وإذا كانت كتلته فوق هذه القيمة، فإنه بذلك يكون معرضًا لحدوث اندماج نووي. وعموما ليس في المجموعة الشمسية بأكملها جرم سماوي بهذه الكتلة، فيما عدا الشمس، غير أن هناك مجموعة من الكواكب خارج المجموعة الشمسية تقترب كتلتها من هذا الحد. جدير بالذكر أن قائمة موسوعة الكواكب خارج المجموعة الشمسية تحتوي على العديد من الكواكب التي تصل إلى هذه الكتلة، مثل HD 38529c و AB Pictorisb. وذكرت الموسوعة أيضا عددا من الأجسام السماوية مرتفعة الكتلة، ولكن طالما أن كتلتها فوق حد حدوث الاندماج النووي، فربما صح وصفها أكثر بالأقزام البنية.
إن أصغر كوكب معلوم لنا مع استبعاد الكواكب القزمة والأقمار هو كوكب PSR B1257+12. وهذا الكوكب يعد من أوائل الكواكب التي تم اكتشافها خارج المجموعة الشمسية وقد تم اكتشافه يدور حول نجم طارق في عام 1992. تبلغ كتلة هذا الكوكب نصف كتلة كوكب عطارد تقريبا.

#### الفرق في البنية الداخلية

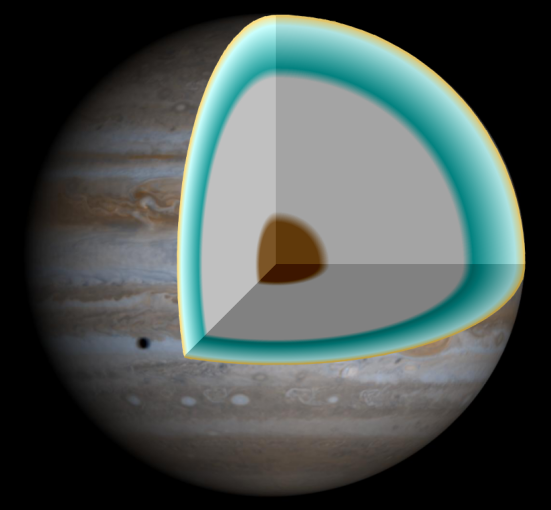
صورة توضح تكوين كوكب المشترى من الداخل؛ حيث يتكون من قلب صخري مغطى بطبقة سميكة من الهيدروجين المعدني.

إن كل كوكب كان عبارة عن سائل في البداية. وفي مراحل التكوين الأولى تراكمت المواد الثقيلة والأكثر كثافة في مركزه تاركةً المواد الخفيفة بالقرب من السطح. وبالتالي، يمكن القول إن لكل كوكب تكوين داخلي مختلف عن الآخر يحوي في قلبه مواد ثقيلة تحيط بها طبقة من السائل أو كانت عبارة عن سائل في بدايتها. تغطي الكواكب الصخرية قشرة صلبة، ولكن بالنسبة للكواكب الغازية العملاقة يذوب غلافها في طبقات السماء العليا. كذلك، يتكون قلب الكواكب الصخرية من عناصر مغناطيسية، مثل الحديد والنيكل والسليكات. بالنسبة لكوكبي المشترى وزحل، فيتكون قلبهما من صخور ومعادن تحيط بها طبقات من الهيدروجين المعدني. من ناحية أخرى، يتكون قلب كوكبي أورانوس ونبتون ـ وهما أصغر في الحجم ـ من قلب صخري تحيط به طبقات من المياه والأمونيا والميثان وغيرها من الجليد. وتجدر الإشارة إلى أن التفاعل بين السوائل الموجودة في قلب الكواكب يتسبب في تولد طاقة جيوديناميكية ينتج عنها مجال مغناطيسي.

#### الغلاف الجوي

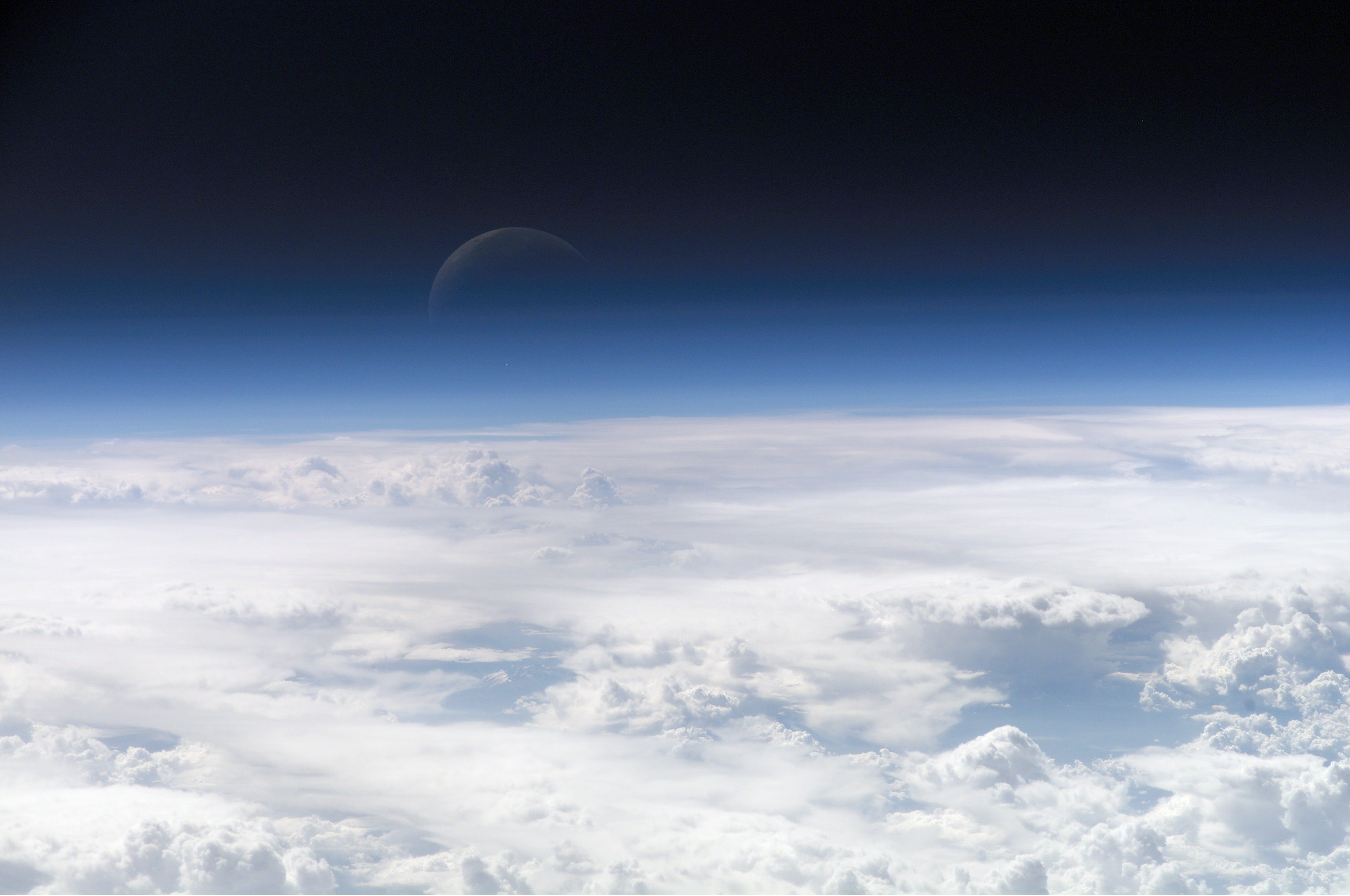
الغلاف الجوي لكوكب الأرض

جميع الكواكب في المجموعة الشمسية لها غلاف جوي طالما أن قوة الجاذبية بها ـ والتي تعزى إلى كبر كتلتها ـ كبيرة بما يكفي للاحتفاظ بالجسيمات الغازية بالقرب من سطحها. بالنسبة للكواكب الغازية العملاقة، فيسمح لها حجمها الكبير بالاحتفاظ بكميات كبيرة من الغازات الخفيفة، مثل الهيدروجين والهيليوم بالقرب من سطحها، في حين أن الكواكب صغيرة الحجم تفقد هذه الغازات في الفضاء. كذلك، يختلف تركيب الغلاف الجوي للأرض عن الكواكب الأخرى لأن مظاهر الحياة على هذا الكوكب قد أتاحت وجود جزيئات أكسجين حرة. والكوكب الوحيد الذي ليس له غلاف جوي ضمن المجموعة الشمسية هو كوكب عطارد لأن معظمه تلاشى ـ إن لم يكن كله ـ بفعل الرياح الشمسية. هناك زعم بأن كوكبًا واحدًا خارج المجموعة الشمسية به ظواهر جوية، مثل البقعة الحمراء العظيمة ولكن بحجم مضاعف وهو كوكب HD 189733 b.
تفقد كواكب المشترى الحارة الغلاف الجوي الخاص بها في الفضاء نتيجة الإشعاعات النجمية، مثل ذيول المذنبات. وهذه الكواكب بها اختلافات جوهرية في درجات الحرارة في جانب النهار وجانب الليل منها، فتنتج رياح فوق صوتية، هذا على الرغم من تقارب درجات الحرارة إلى حد كبير بين جانبي الليل والنهار على كوكب HD 189733b مما يشير إلى أن الغلاف الجوي به يعيد توزيع طاقة النجم حوله بفاعلية كبيرة.

#### الغلاف المغناطيسي

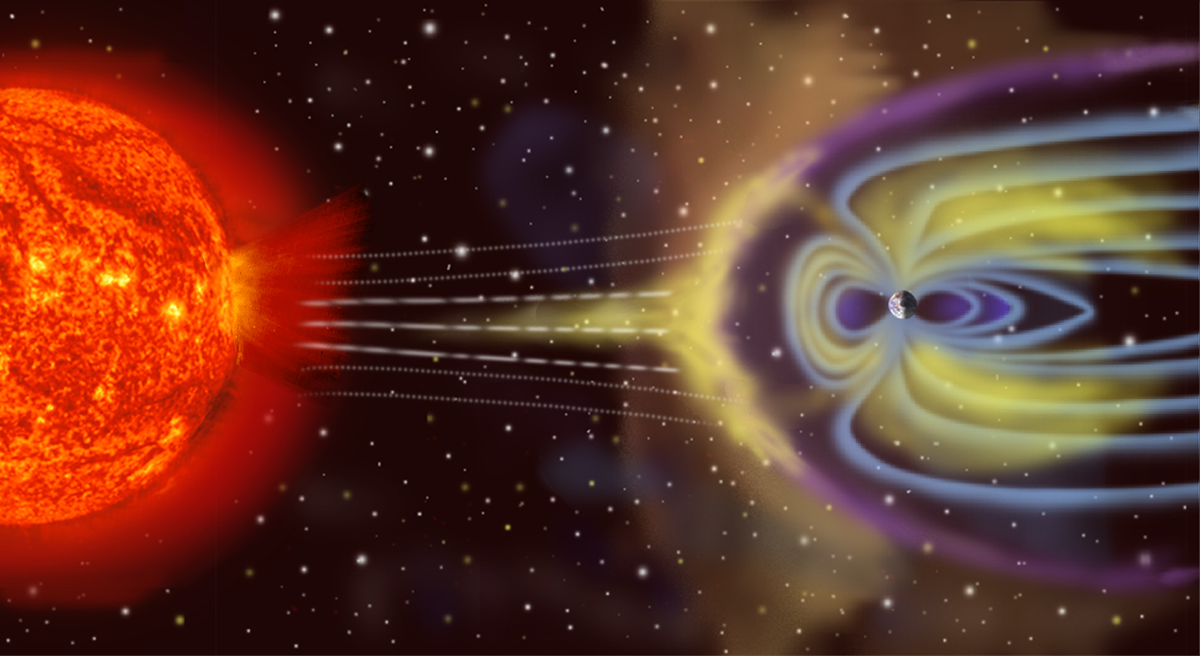
رسم يُظهر عملية تفاعل الغلاف المغناطيسي الأرضي مع الرياح الشمسية وصده لها.

من الخصائص المهمة للكواكب عزمها المغناطيسية الذي يعد السبب في ظهور الأغلفة المغناطيسية. فتكوّن مجال مغناطيسي يشير إلى أن الكوكب لا يزال نشطًا من الناحية الجيولوجية. وبعبارة أخرى، فالكواكب ذات الطبيعة المغناطيسية تتدفق داخلها مواد موصلة كهربيا، فتنشأ مجالات مغناطيسية. وهذه المجالات من شأنها أن تغير من نمط التفاعل بين الكوكب والرياح الشمسية. وعندها، يقوم الكوكب الممغنط بعمل تجويف حول نفسه في الرياح الشمسية لا يمكن للرياح اختراقه يسمى بـ «الغلاف المغناطيسي». من الممكن أن يكون هذا الغلاف المغناطيسي أكبر من الكوكب في حد ذاته. وعلى النقيض، للكواكب غير الممغنطة أغلفة مغناطيسية صغيرة تنتج عن التفاعل بين طبقة الأيونوسفير (الغلاف الجوي المتأين) والرياح الشمسية ولا يمكنها حماية الكوكب بأي شكل من الأشكال. فضلاً عن ذلك، إن قمر كوكب المشترى جانيميد له مجاله المغناطيسي الخاص به. ويعتبر المجال المغناطيسي الخاص بكوكب عطارد هو أضعف المجالات المغناطيسية على مستوى الكواكب ذات المجال المغناطيسي، ولذا، فهو بالكاد يستطيع مقاومة الرياح الشمسية. أما عن المجال المغناطيسي الخاص بالقمر جانيميد، فهو قوي بدرجة كبيرة غير أن المجال المغناطيسي لكوكب المشترى هو الأقوى من بين المجالات المغناطيسية في المجموعة الشمسية كلها (المجال المغناطيسي قوي للغاية لدرجة أنه يشكل خطرًا حقيقيًا على رحلات الفضاء المستقبلية للبشر إلى قمره). في حين أن المجالات المغناطيسية للكواكب الغازية العملاقة الأخرى تشبه كثيرًا قوة المجال المغناطيسي للأرض، ولكن طبيعتهم المغناطيسية أكبر بكثير. كذا، انحرفت المجالات المغناطيسية للكوكبين أورانوس ونبتون بالنسبة لمحور الدوران وخرج مكانها عن مركز الكوكب.
في عام 2004، رصد فريق من علماء الفلك في هاواي كوكبًا خارج المجموعة الشمسية يدور حول النجم HD 179949 تاركا بقعة شمسية على سطح نجمه. وقد افترض فريق العلماء أن الغلاف المغناطيسي للكوكب ينقل الطاقة إلى سطح هذا النجم، فتزيد درجة حرارته العالية والتي تصل إلى 7,760 درجة مئوية بمقدار 400 درجة مئوية.

### الخصائص الثانوية

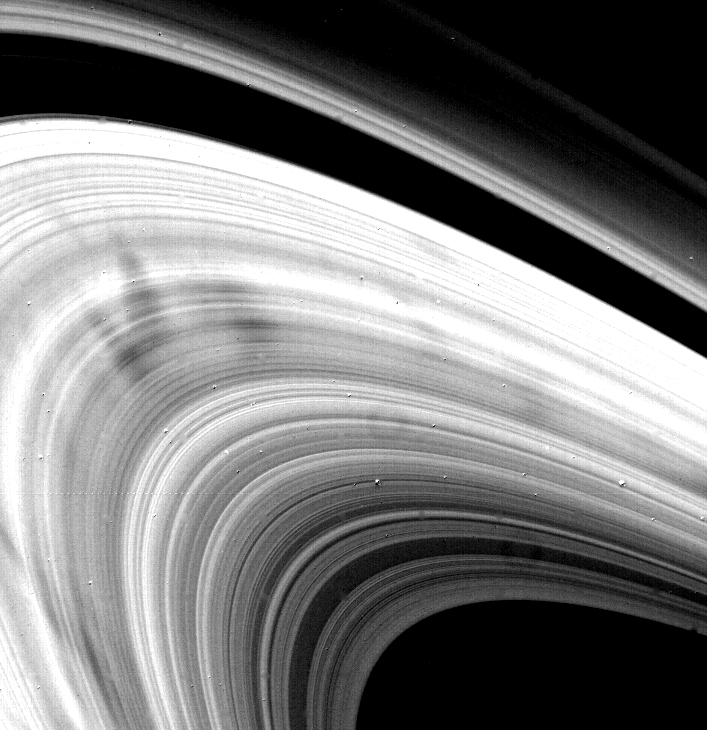
حلقات زحل

إن العديد من الكواكب العادية أو الكواكب القزمة في المجموعة الشمسية (مثل نبتون وبلوتو) لها فترات مدارية تتوافق مع بعضها أو مع أجرام سماوية أخرى أصغر حجما (وهذا أمر شائع في النظم القمرية).
كل الكواكب فيما عدا عطارد والزهرة لها أقمار طبيعية تابعة لها. ولكوكب الأرض قمر واحد، وللمريخ قمران، أما الكواكب الغازية العملاقة فلها العديد من الأقمار التي لها نظام خاص معقد.
تشترك الأقمار الخاصة بالكواكب الغازية العملاقة مع أقمار الكواكب الصخرية والكواكب القزمة في العديد من السمات، كما أن بعضها كانت محلاً لدراسة إمكانية وجود حياة عليها (ولا سيما "أوروبا (قمر)
").
تدور الأربعة كواكب الغازية العملاقة في حلقات كوكبية مختلفة الحجم والتعقيد. وتتكون هذه الحلقات بشكل أساسي من الغبار أو أجسام دقيقة، ولكنها قد تستوعب أقمارًا صغيرة تساعد قوى جاذبيتها على تشكيل تلك الحلقات واحتفاظها بتركيبها. على الرغم من أن نشأة الحلقات الكوكبية غير معلومة بدقة، فإنه يذكر أن نشأتها ترتبط بالأقمار الطبيعية الكائنة تحت حد روش للكوكب الرئيسي وفتتها قوى المدر والجذر.
هذا ولم يتم رصد أي خصائص ثانوية أخرى بخصوص الكواكب خارج المجموعة الشمسية.
يُعتقد أن الكوكب القزم الشبه بني Cha 110913-773444، والذي تم وصفه بأنه كوكب شاذ، يدور بواسطة قرص كوكبي أولي، وأُظهر الكوكب القزم الشبه بني OTS 44 بأنه محاطًا بقرص كوكبي كبير يتكون على الأقل من 10 كتل أرضية.

## مصطلحات مشتقة من لفظ «كوكب»
مصطلحات تتضمن المصطلح الفلكي الحديث «كوكب» أو ترتبط به والذي يمثل أيضًا نوعًا من الأجرام السماوية. 
- الكوكب المزدوج
- الكوكب القزم
- الكوكب الخارجي ـ جرم سماوي خارج المجموعة الشمسية
- كوكب متوسط جرم سماوي حجمه أصغر من المشترى وأكبر من سيريس
- الكويكب ـ جرم سماوي أصغر من الكوكب
- الكوكب الأولي
- كوكب كاثوني
- الكواكب الجنينية
- كوكب صغير
- كوكب نجمي

## معرض الصور

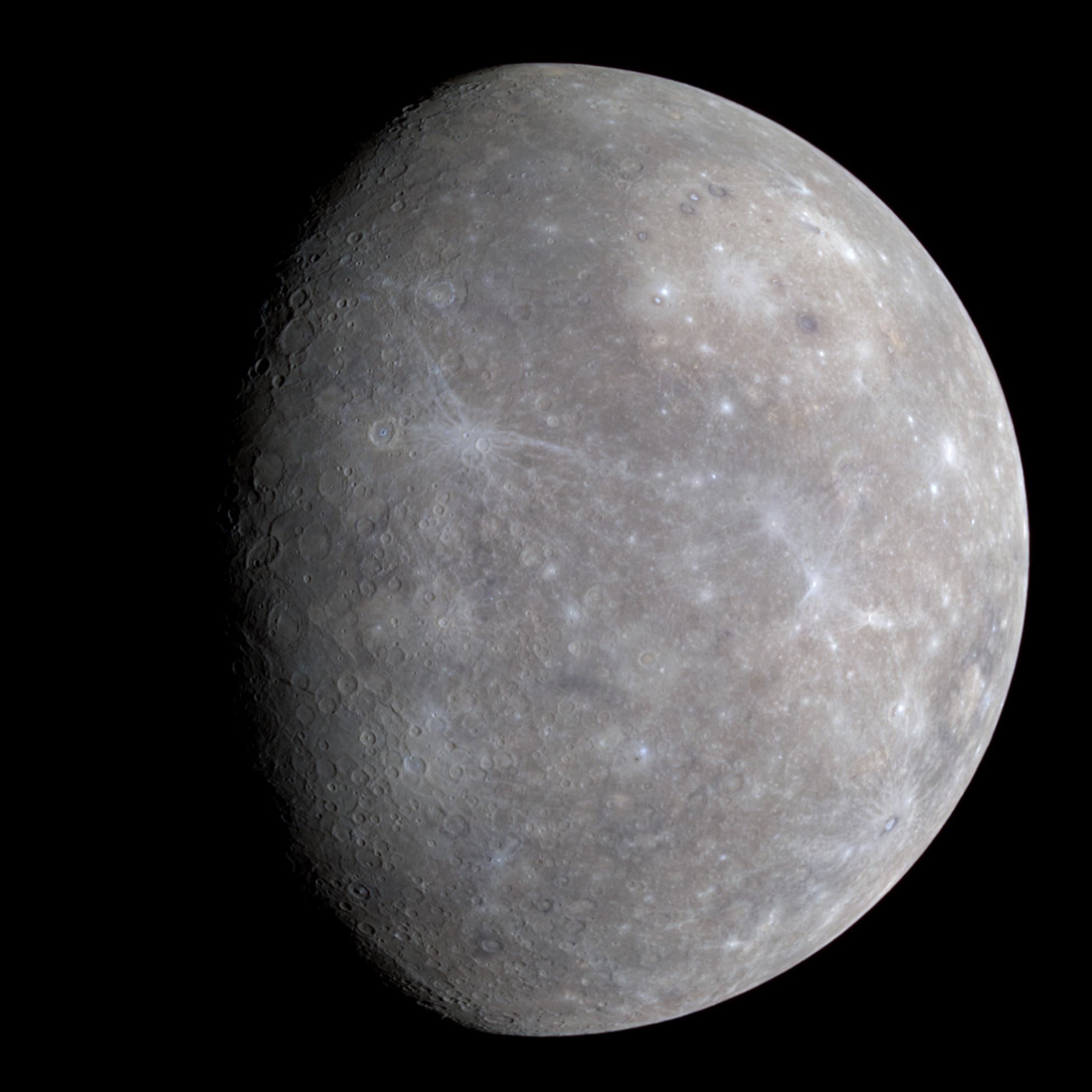
كوكب عطارد
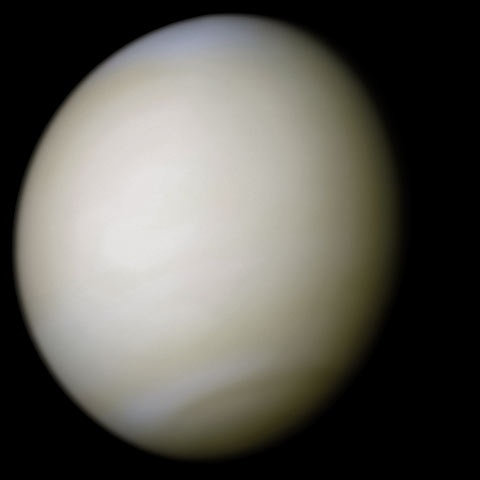
كوكب الزهرة
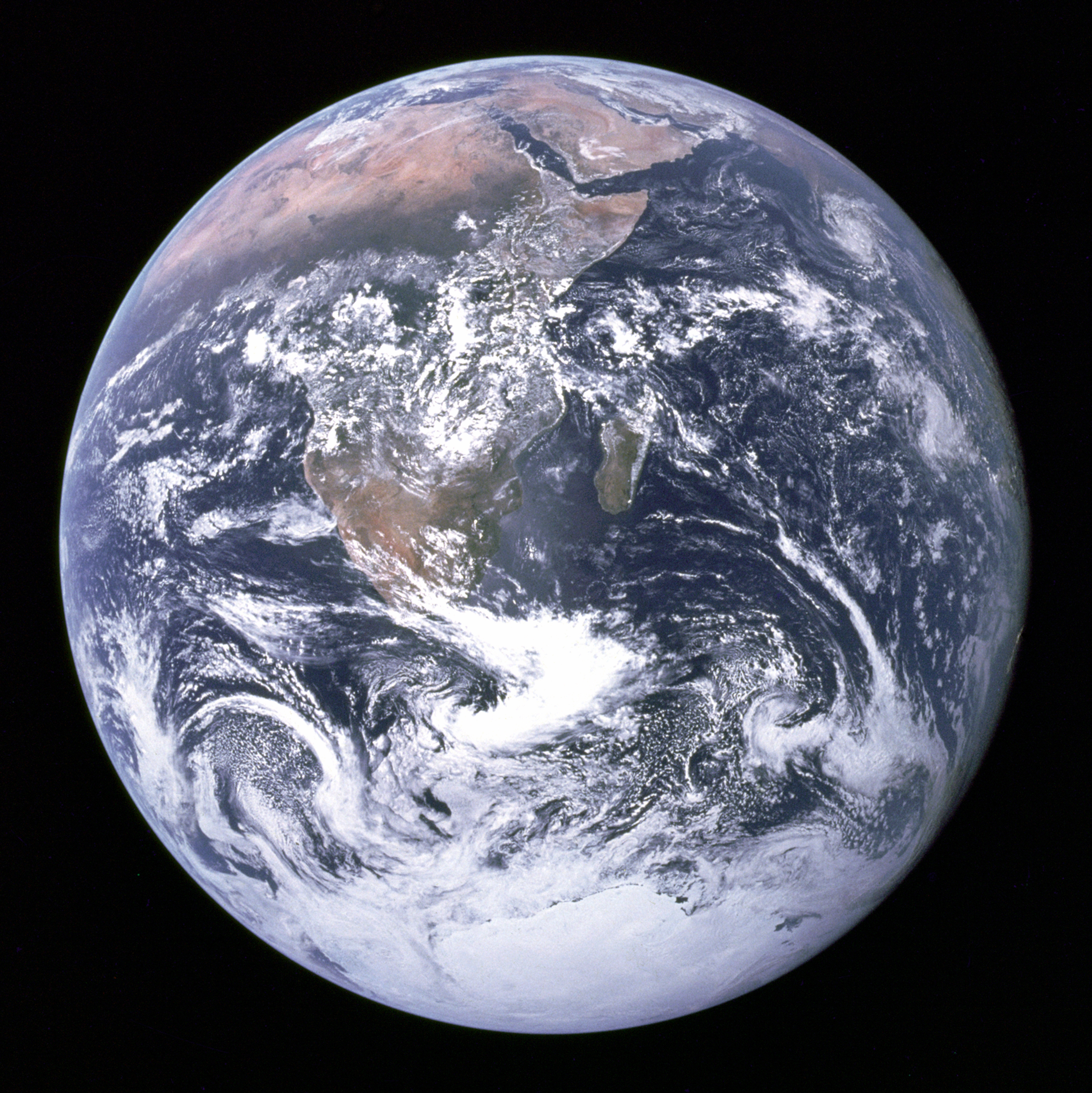
كوكب الأرض
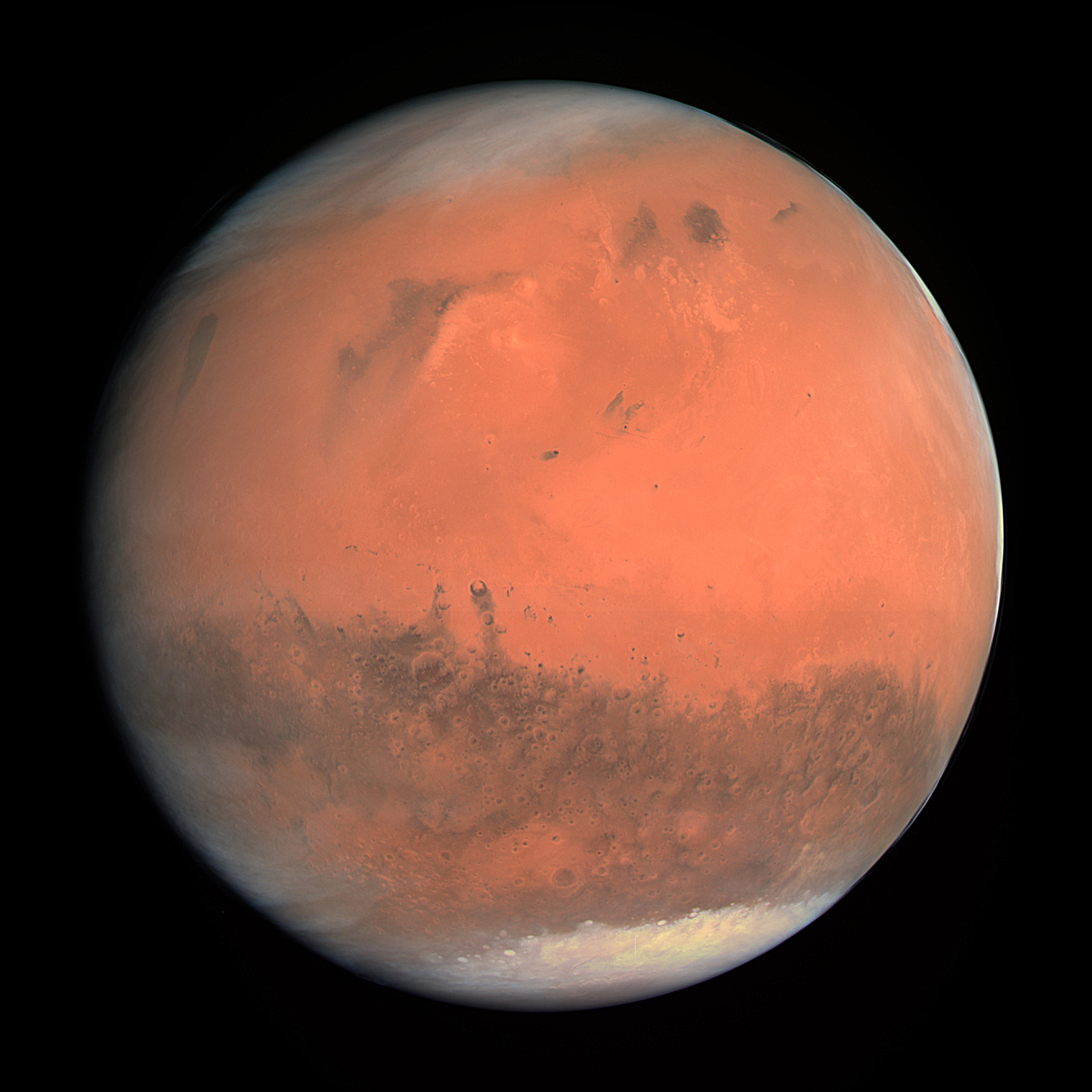
كوكب المريخ
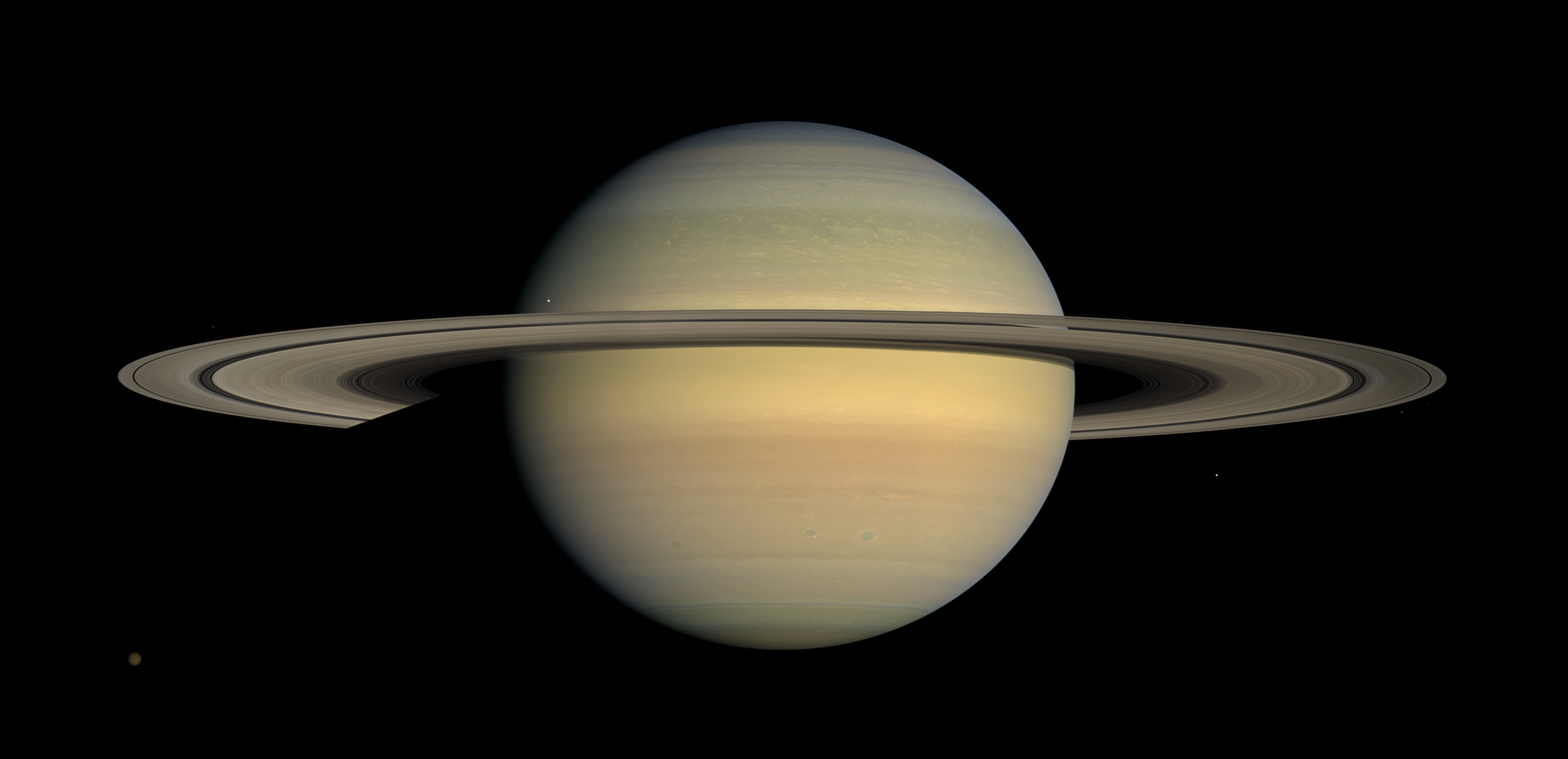
كوكب زحل
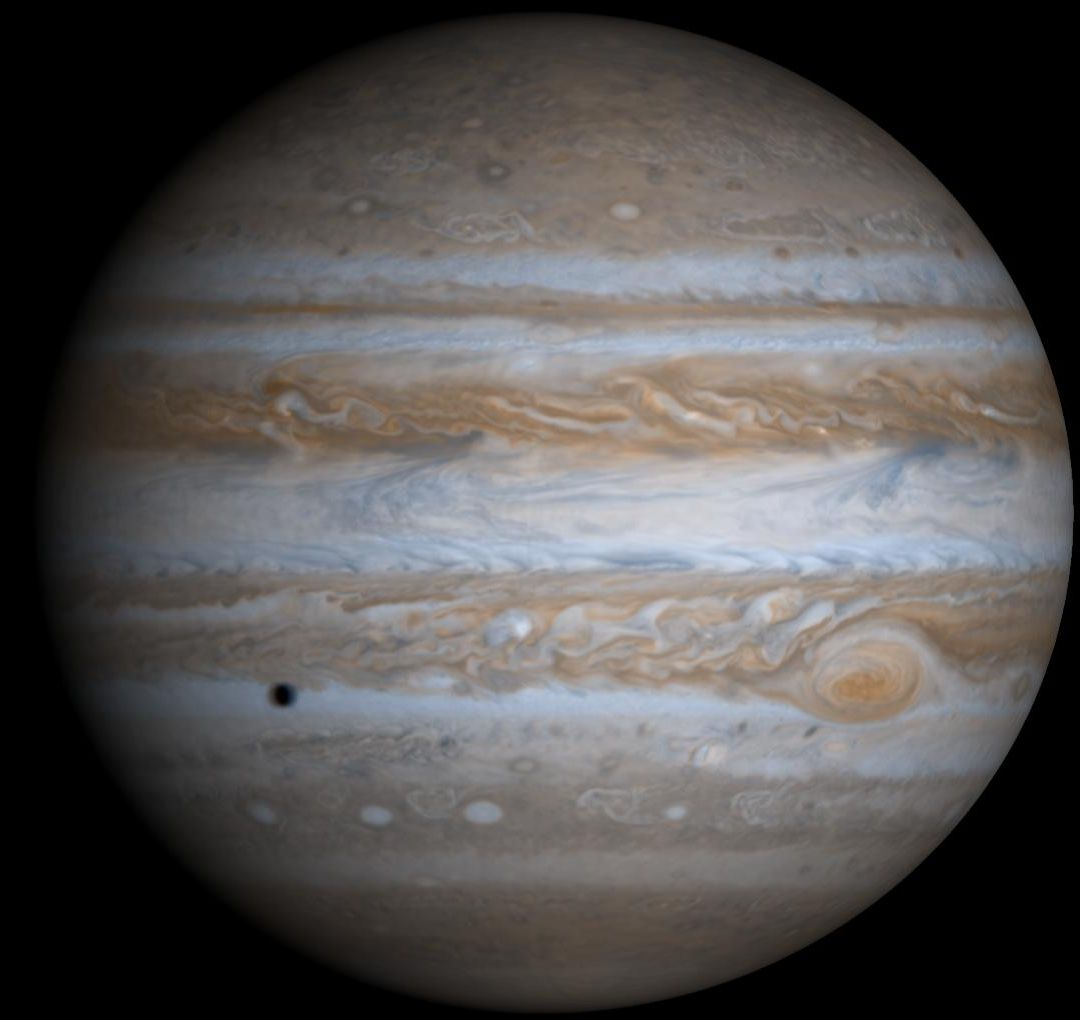
كوكب المشتري
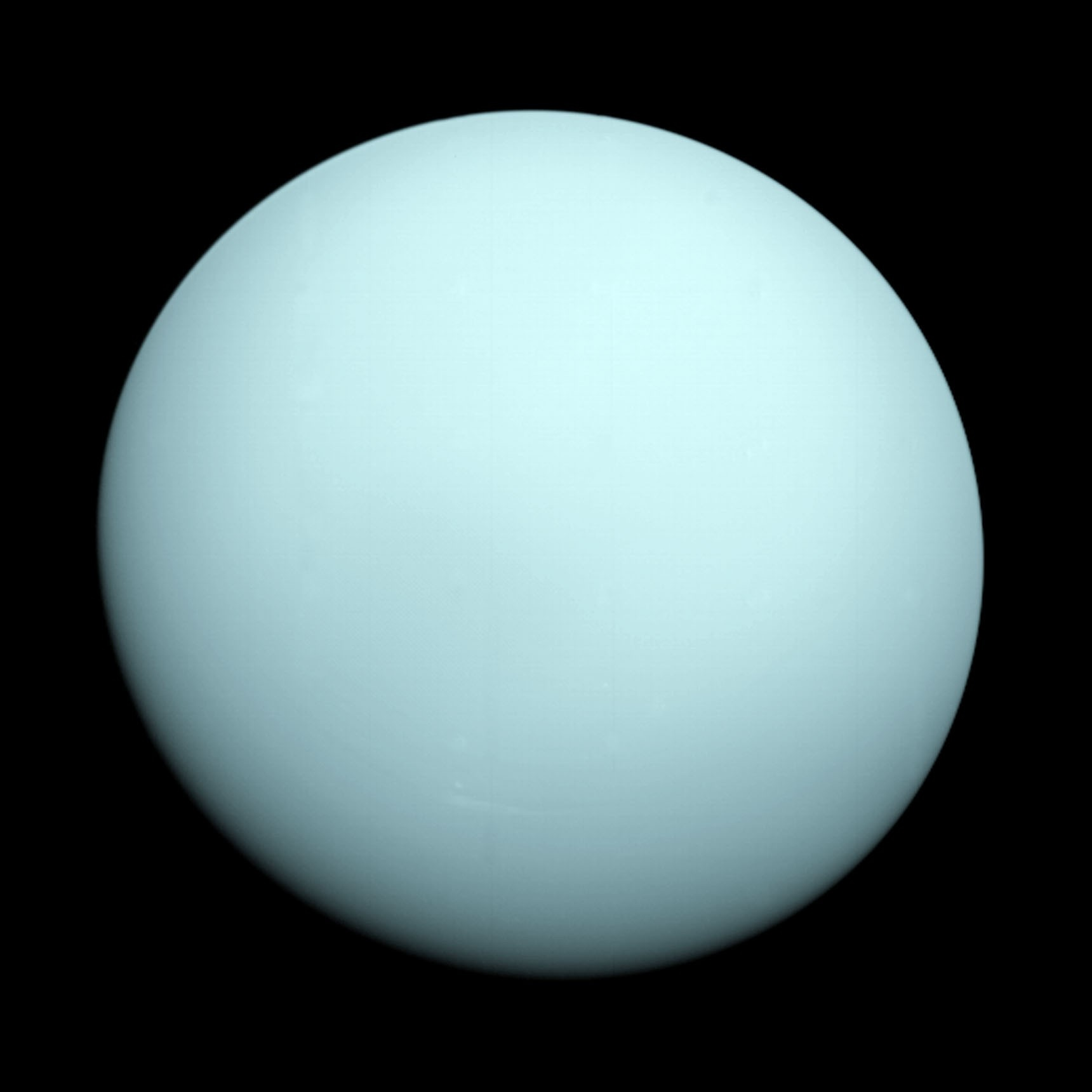
كوكب أورانوس
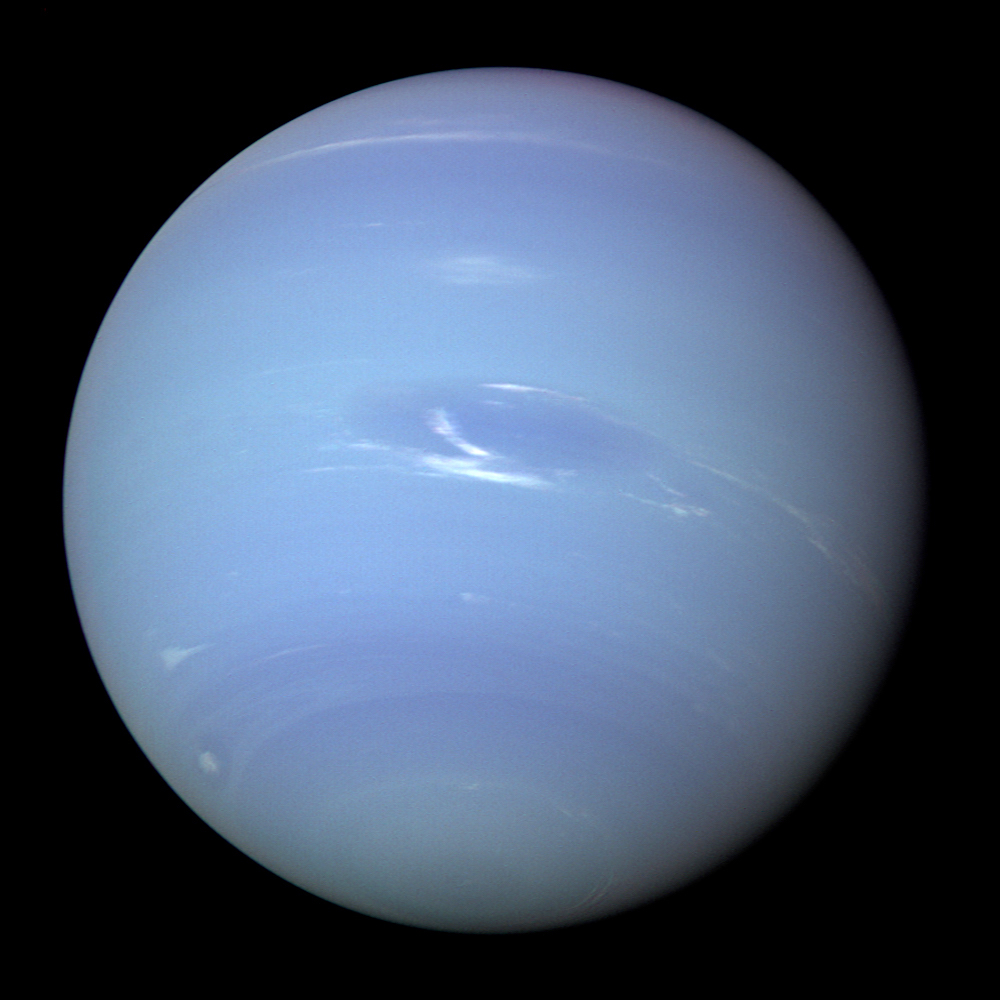
كوكب نبتون

## وصلات خارجية
- International Astronomical Union website
- Pictures of the Solar System
- NASA Planet Quest – Exoplanet Exploration نسخة محفوظة 19 أبريل 2016 على موقع واي باك مشين.
- Illustration comparing the sizes of the planets with each other, the Sun, and other stars
- "IAU Press Releases since 1999 "The status of Pluto: A Clarification"". مؤرشف من الأصل في 2007-12-14.
- "Regarding the criteria for planethood and proposed planetary classification schemes." article by Stern and Levinson